# Église Saints-Martin-et-Mutien-Marie de Mellet
L'église Saints-Martin-et-Mutien-Marie de Mellet est une église de style gothique et néogothique située sur le territoire du village de Mellet, village de la commune belge des Bons Villers, en province de Hainaut.
Datant de l'époque romane pour la partie la plus ancienne de la tour et remaniée fortement aux XVIe et XVIIe siècles, l'église acquiert son aspect définitif en 1877. Classée au patrimoine de Wallonie, elle est un lieu de culte de la communauté catholique locale.

## Historique
L'église Saints-Martin-et-Mutien-Marie, qui était consacrée initialement au seul saint Martin, est un édifice d'origine romane qui a été remanié à de nombreuses reprises,.
Alors que la tour est édifiée sur une souche romane de la fin du XIIIe siècle, l'ensemble de l'église est édifié en style gothique hennuyer au XVIe siècle puis restauré en 1666, surtout la tour,,, comme l'atteste la pierre dans laquelle est gravée la mention « Re…… l'an 1666 » insérée dans la face occidentale de la tour. Le bas-côté nord pourrait avoir été érigé dans la seconde moitié du XVe siècle, tandis que le bas-côté sud est daté de 1570-1575. À la suite d'une grave tempête survenue en 1876, l'église est à nouveau restaurée en 1877 sous la responsabilité de l'architecte E. Mahieu  qui reconstruit la voûte de la nef en style néogothique, puis à nouveau vers 1911 par l'architecte Simon,,. Enfin, des travaux intérieurs et des travaux de consolidation de la tour sont réalisés en 1992 par l'architecte W. Hanse,.

## Statut patrimonial
L'église Saints-Martin-et-Mutien-Marie de Mellet fait l'objet d'un classement au titre des monuments historiques depuis le 29 mars 1976 sous la référence 52075-CLT-0003-01.

## Rattachement
L'église Saints-Martin-et-Mutien-Marie est rattachée au diocèse de Tournai,.

## Architecture

### Architecture extérieure

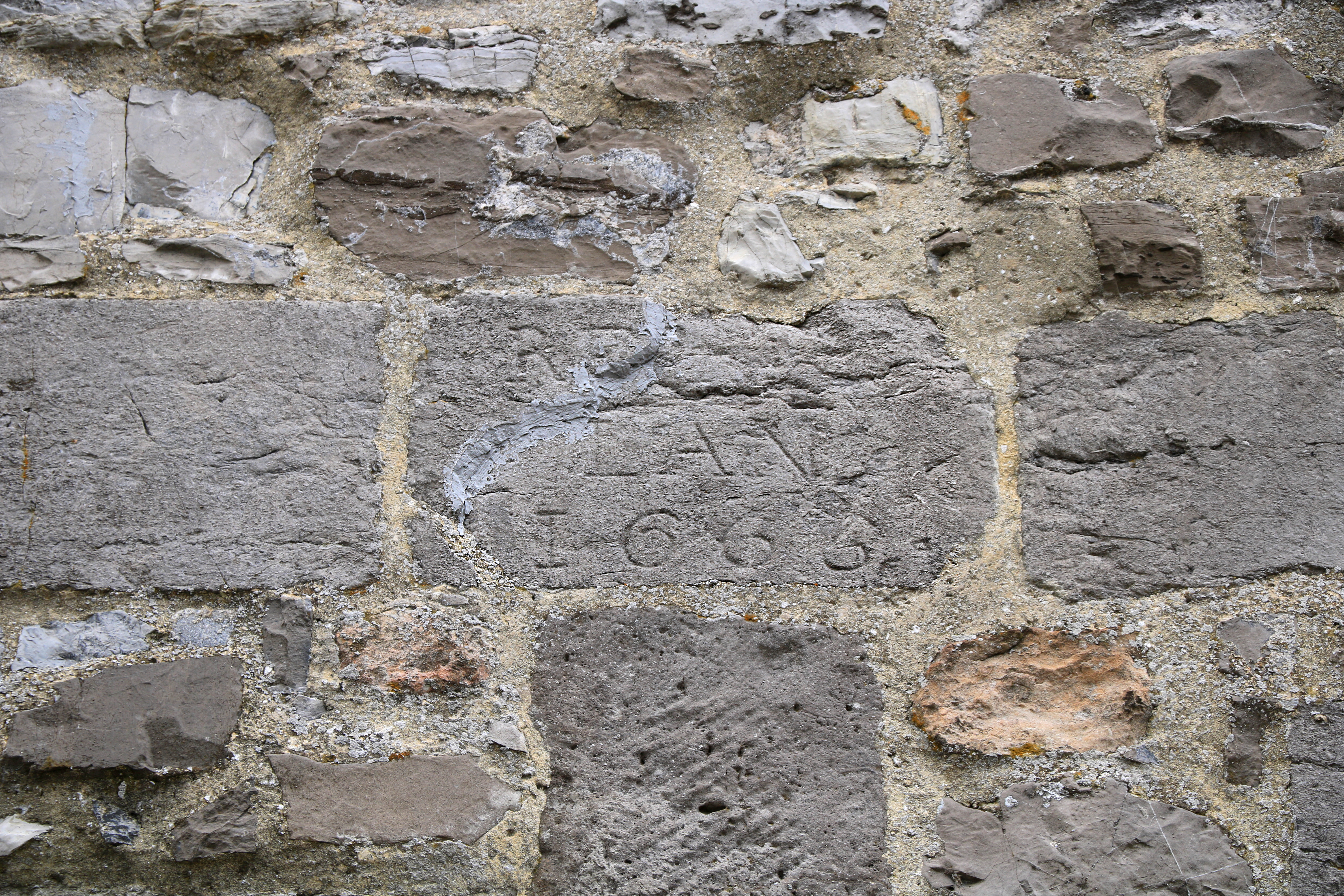
Pierre « Re…… l'an 1666 ».

À l'ouest, l'église présente une forte tour en moellons de plan carré reposant sur un soubassement chanfreiné,. La tour, agrémentée de chaînages d'angle en pierre de taille, compte trois niveaux séparés par des cordons de pierre,. Dans la face occidentale de la tour est insérée une pierre dans laquelle est gravée la mention « Restauré l'an 1666 ». La face sud de la tour est percée à sa base d'une porte au style ogival discret, surmontée d'un fort larmier et d'une minuscule niche à arc en accolade. Les vantaux cloutés de la porte datent partiellement de 1649,. Le dernier étage du clocher est percé sur chaque face d'une double baie campanaire à linteau en bâtière, et à abat-sons. Le clocher est surmonté d'une flèche octogonale à base carrée, couverte d'ardoises.
Les façades des collatéraux, reconstruites en briques au XIXe siècle dans le style néogothique,, sont édifiées en briques et percées de hautes fenêtres ogivales à encadrement de pierre bleue. Les bras du transept sont différents : le bras méridional est en briques alors que le bras septentrional est en moellons,.
À l'est, l'église présente un chevet en moellons de style gothique, composé d'une travée de chœur et d'une abside à trois pans soutenue par des contreforts à redents en briques rouges, et percé de hautes fenêtres ogivales à encadrement de pierre bleue.

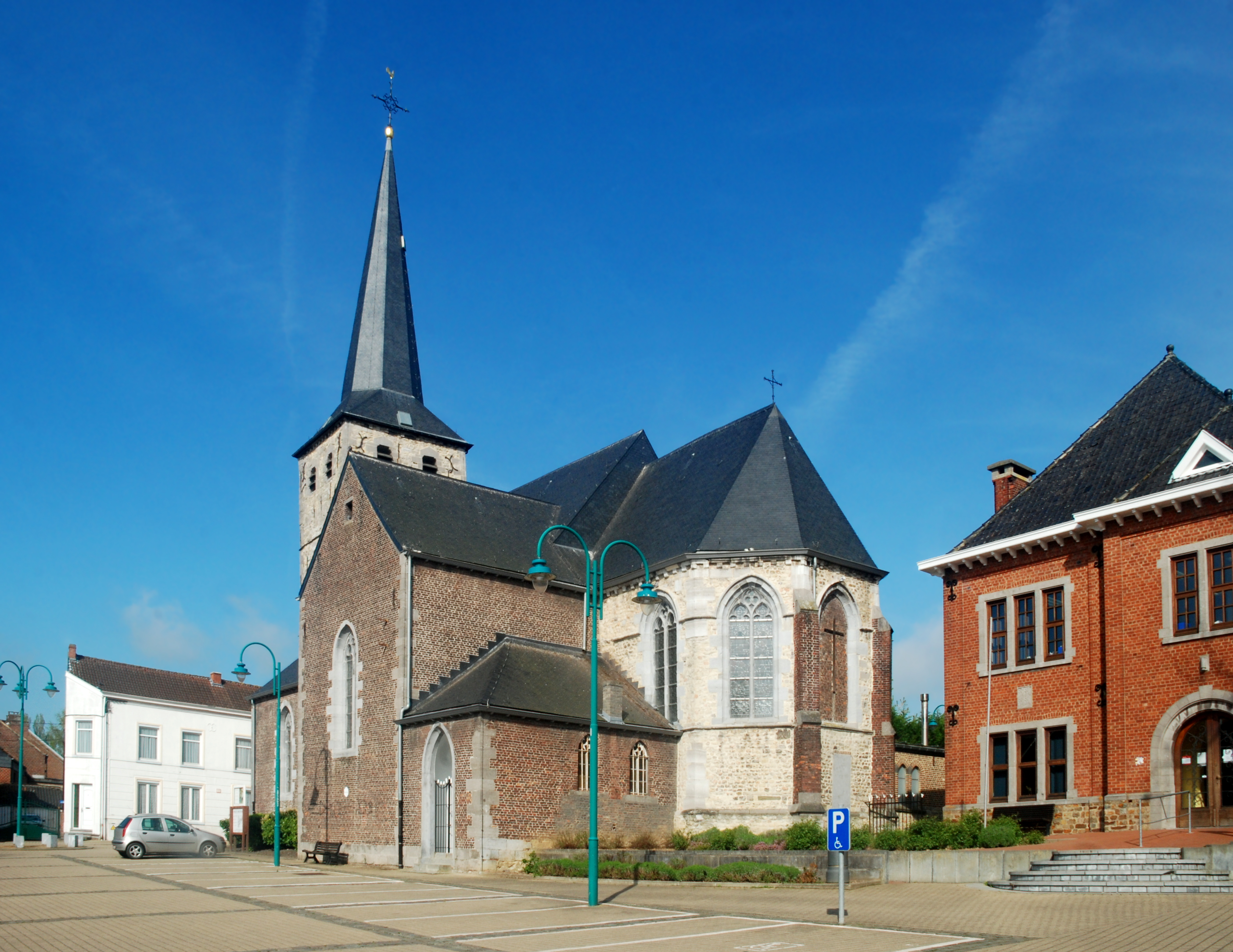
L'église vue de l'est.
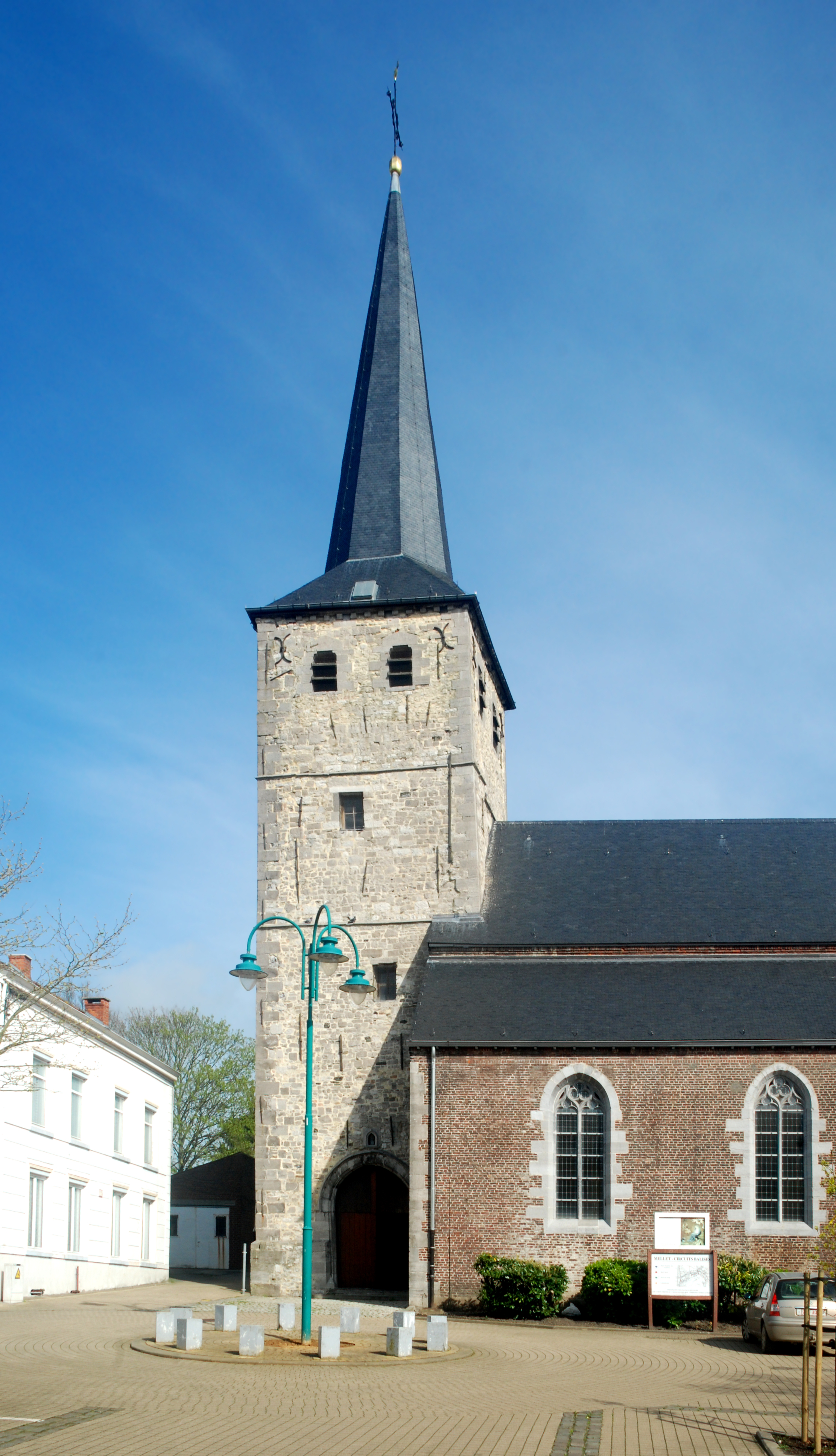
Vue de la tour.
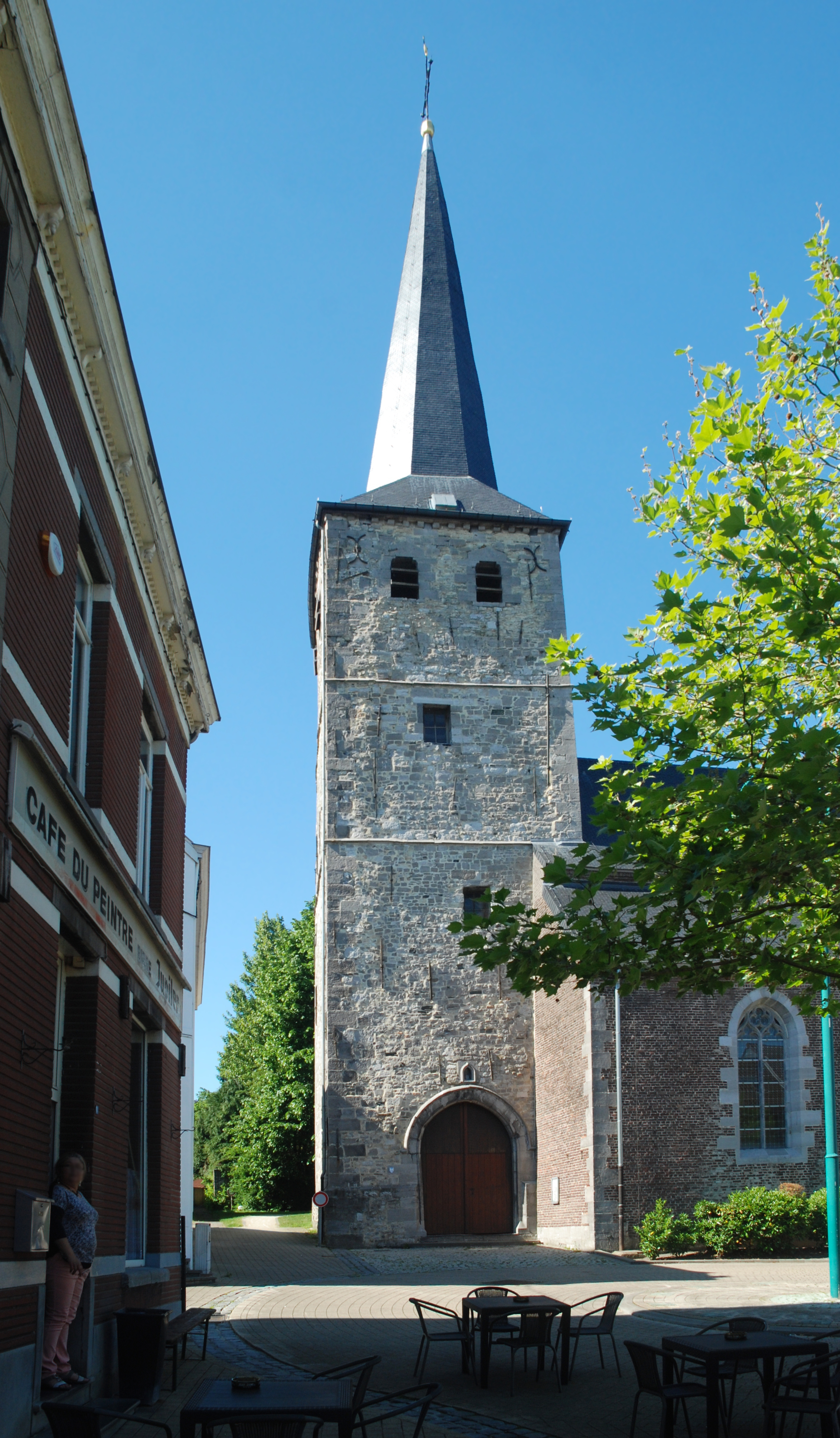
Face sud de la tour.
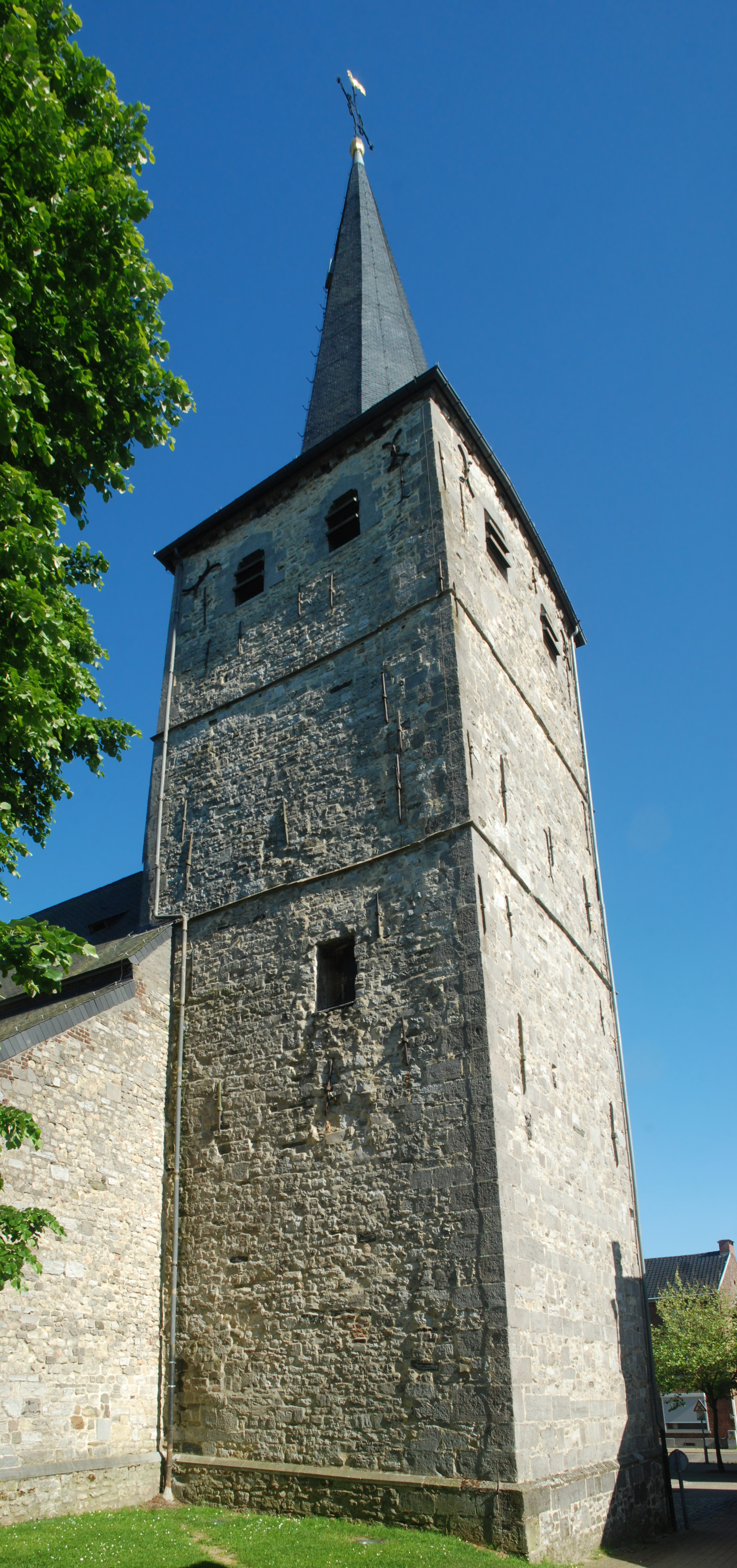
Face nord de la tour.
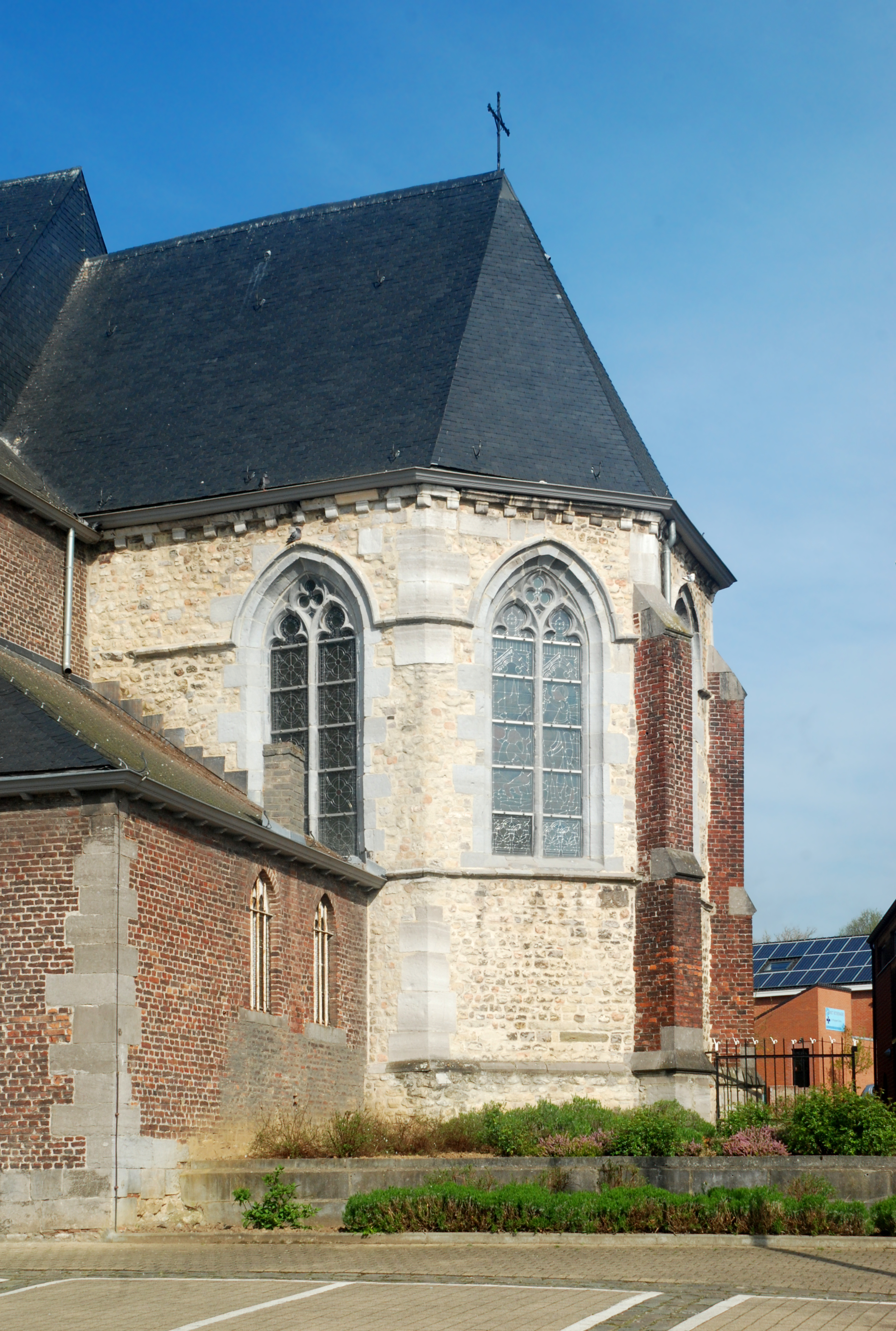
Chevet.

### Architecture intérieure
À l'intérieur, l'église présente une nef enduite et peinte en blanc, séparée des collatéraux par des piliers circulaires à base octogonale dont les chapiteaux portent des  arcades ogivales portant la voûte néogothique,.
Le chœur de style gothique, également enduit et peint en blanc, comporte une travée de chœur et se termine par une abside à trois pans qui abrite l'autel de style baroque. L'entrée du chœur est marquée par un arc triomphal portant la mention « Loué soit Jésus-Christ » et orné d'un Calvaire peint figurant la Vierge Marie et l'apôtre saint Jean de part et d'autre de la croix.
Les murs du chœur sont ornés de lambris en chêne.

Architecture intérieure
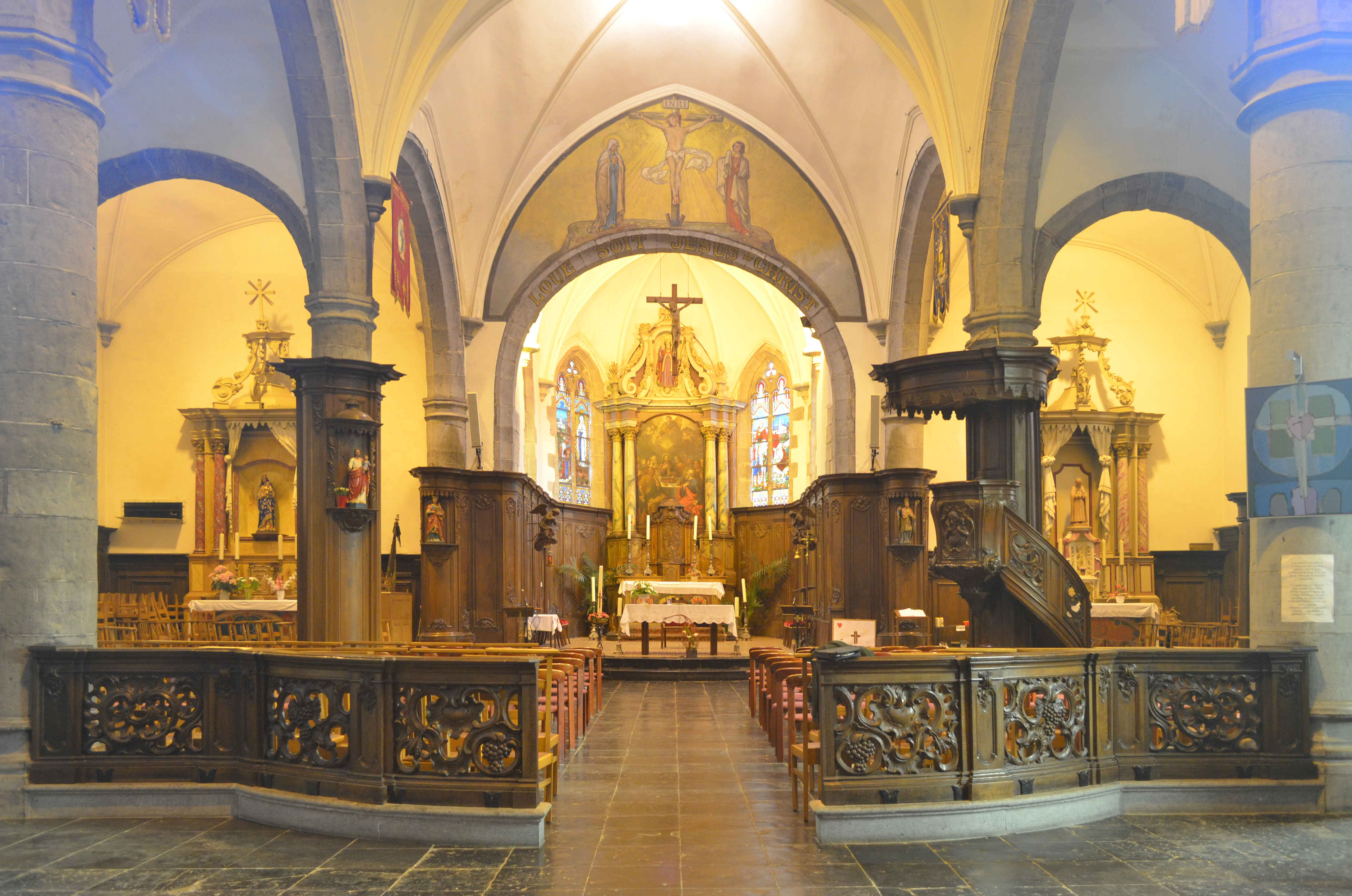
La nef.
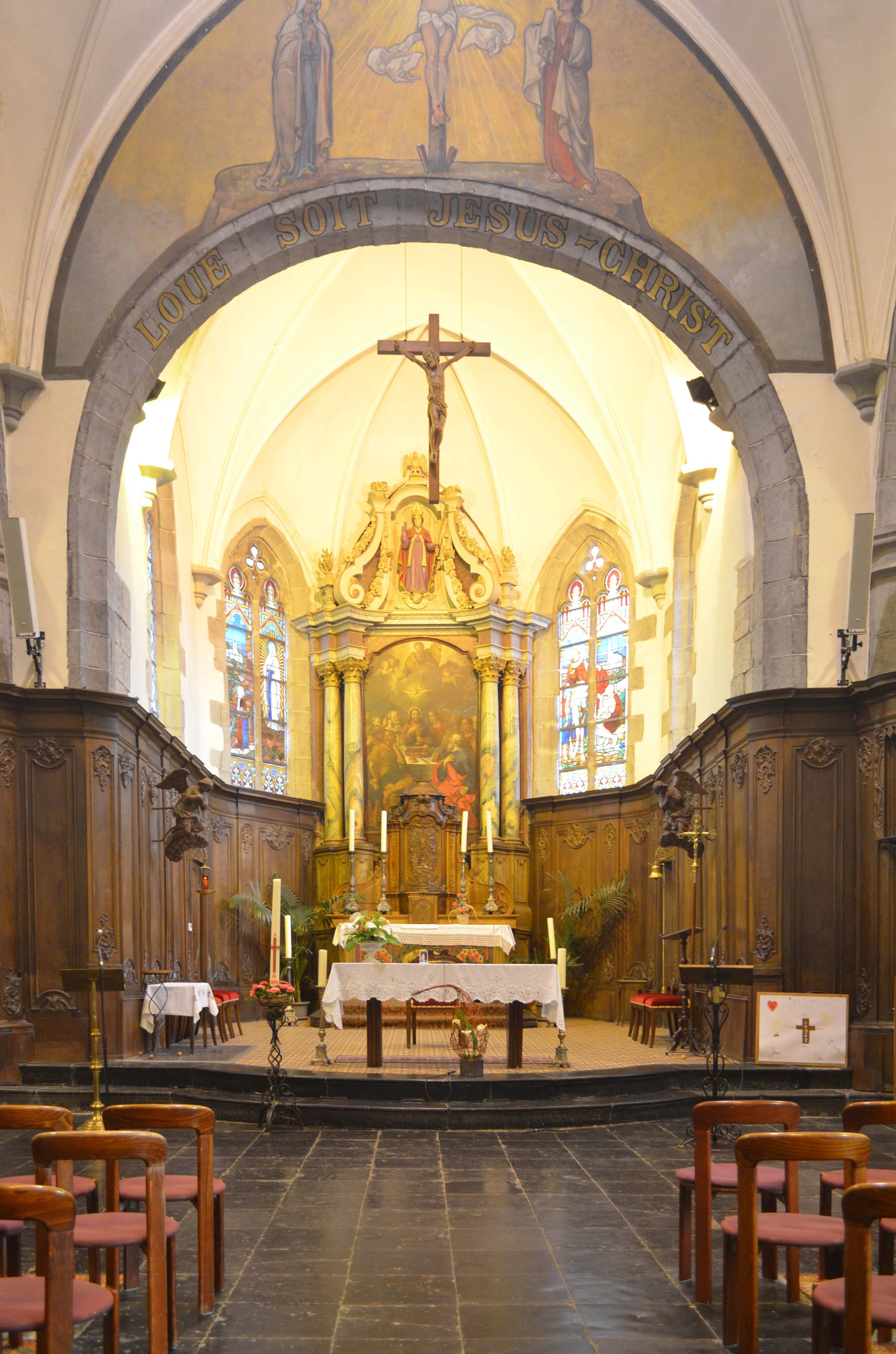
Le chœur.
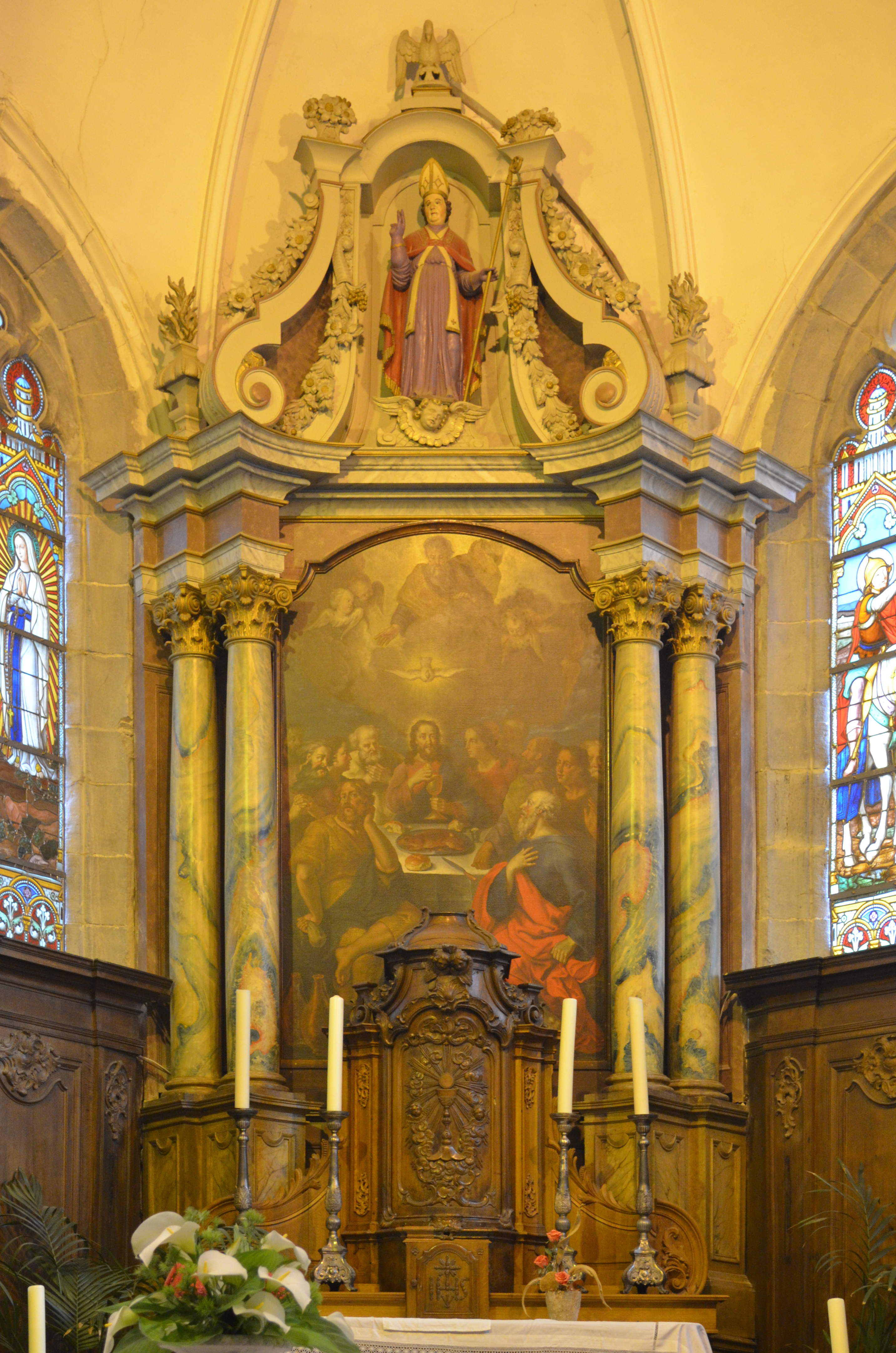
L'autel baroque.
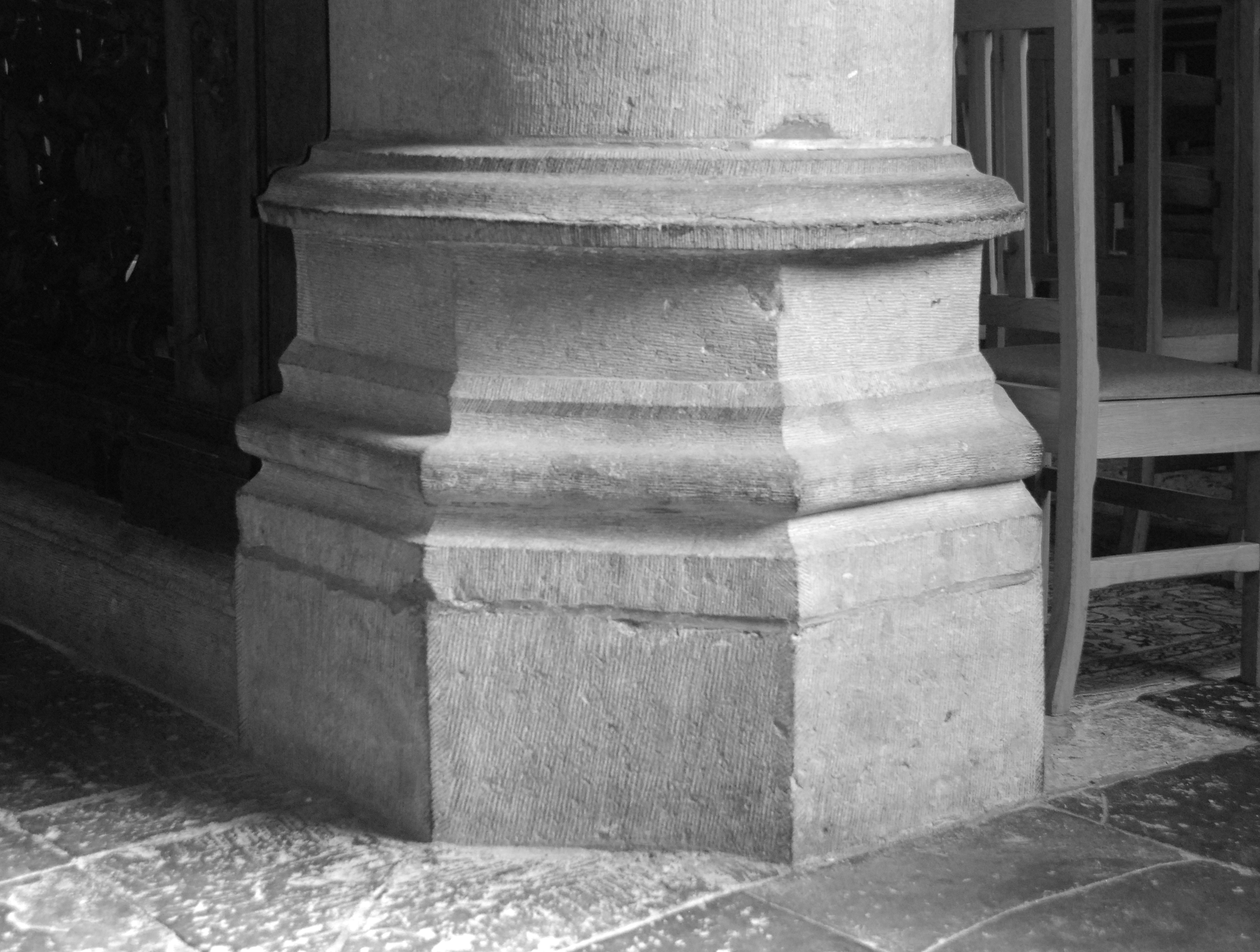
Base de colonne.
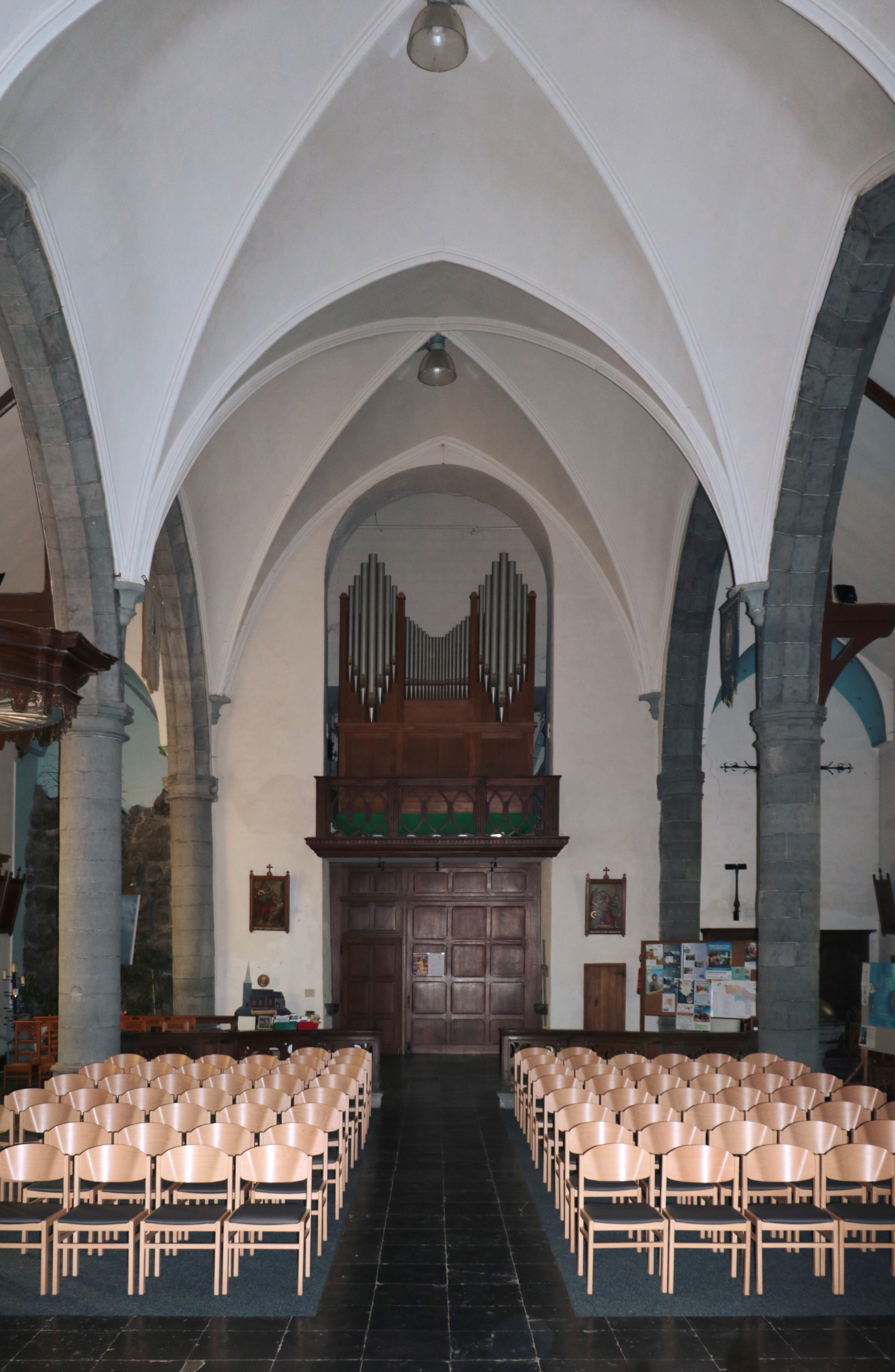
Le fond de la nef.
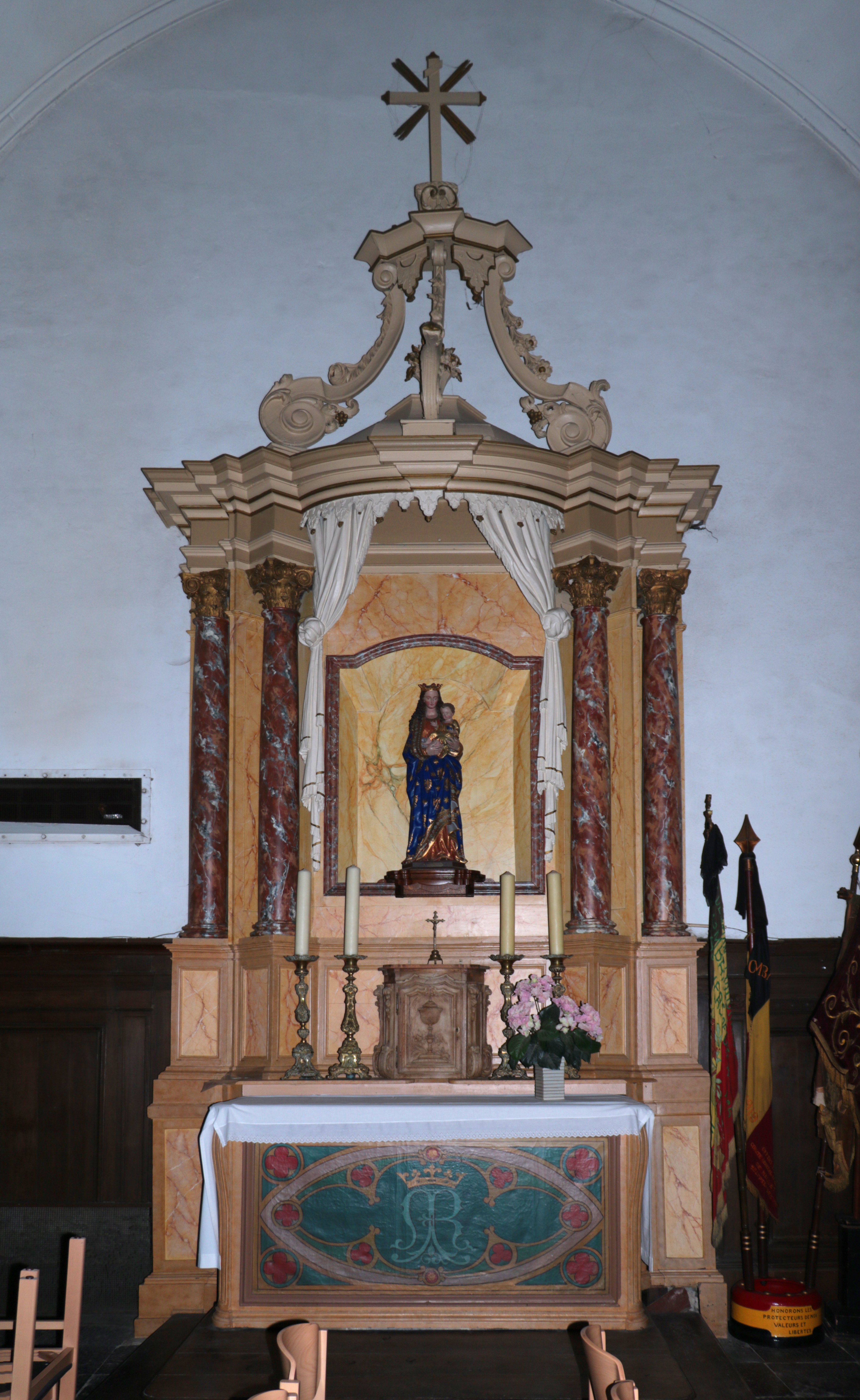
Autel latéral.

## Patrimoine

### Dalles funéraires du narthex
La base de la tour, d'origine romane, abrite un narthex dans lequel sont conservées plusieurs dalles funéraires en pierre bleue, dont celle d'un seigneur décédé en 1602 et de son épouse.

Dalles funéraires du narthex
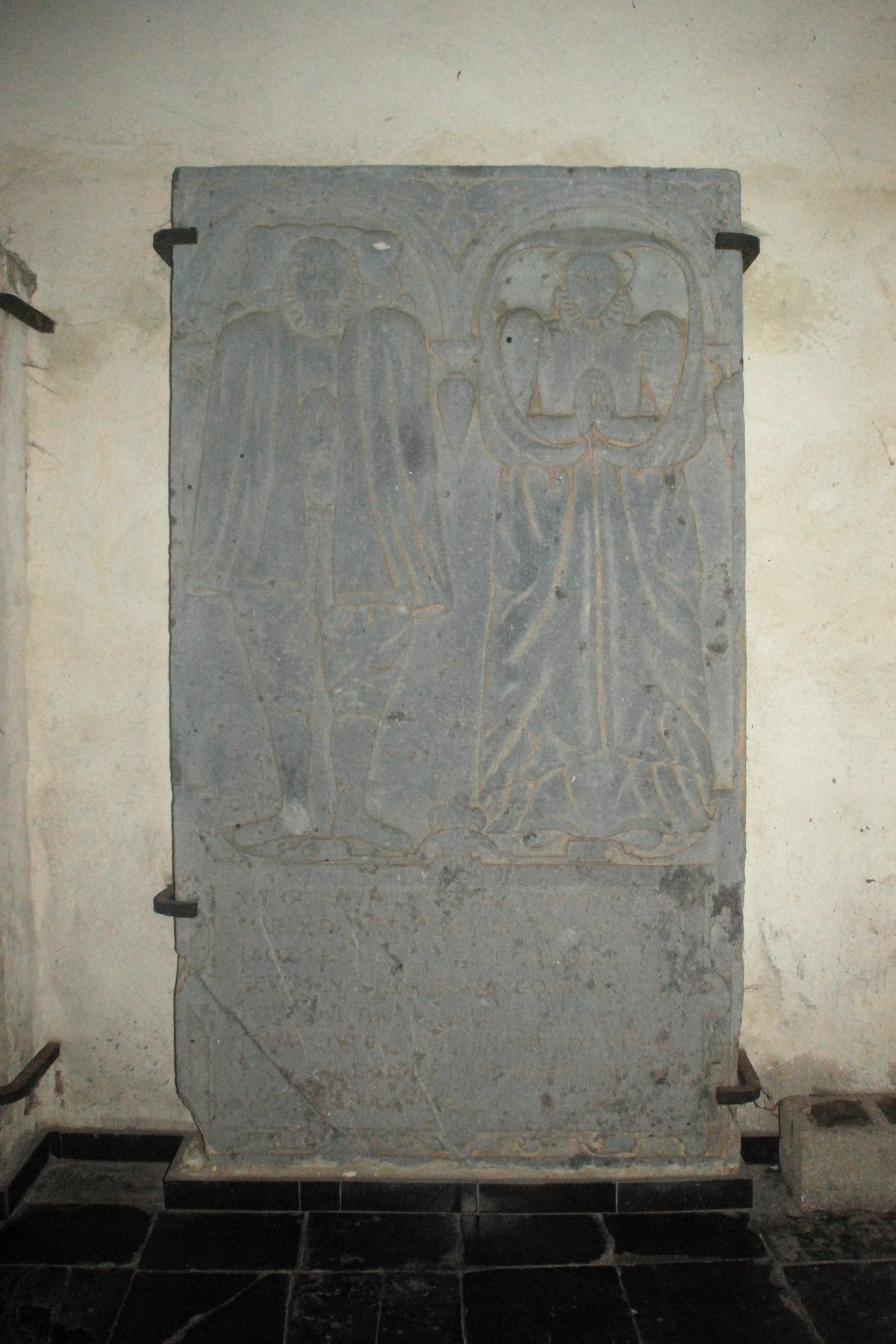
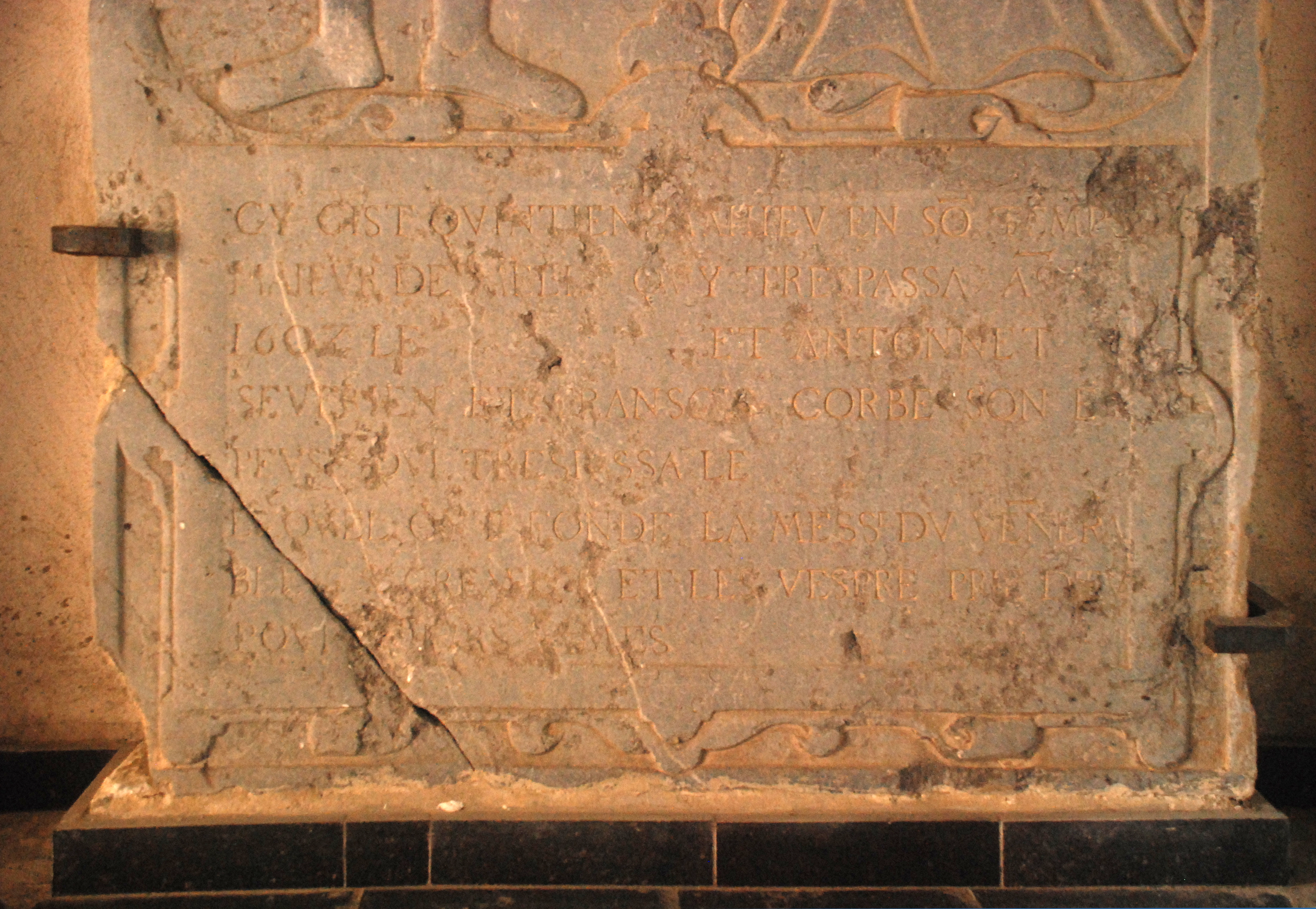
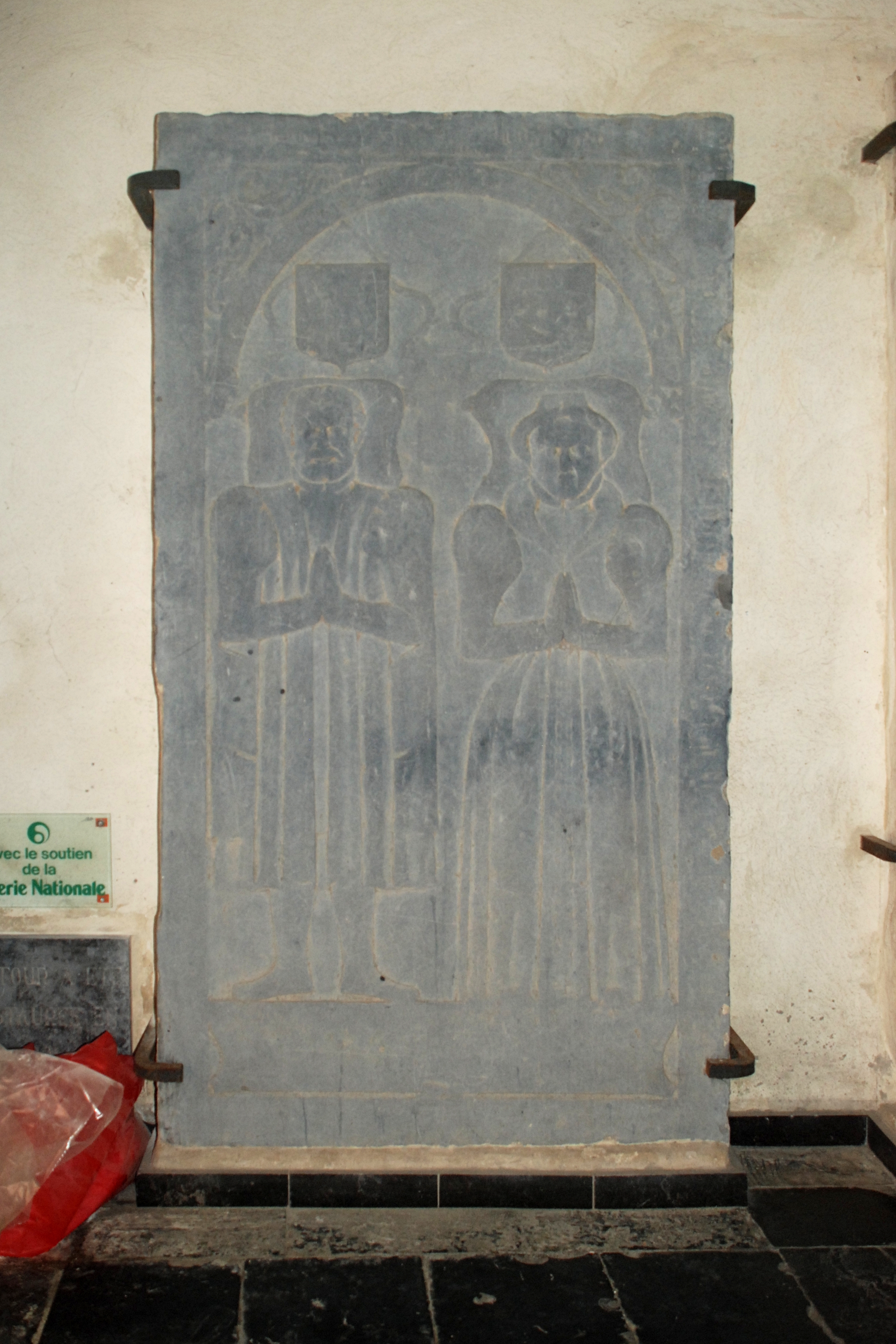
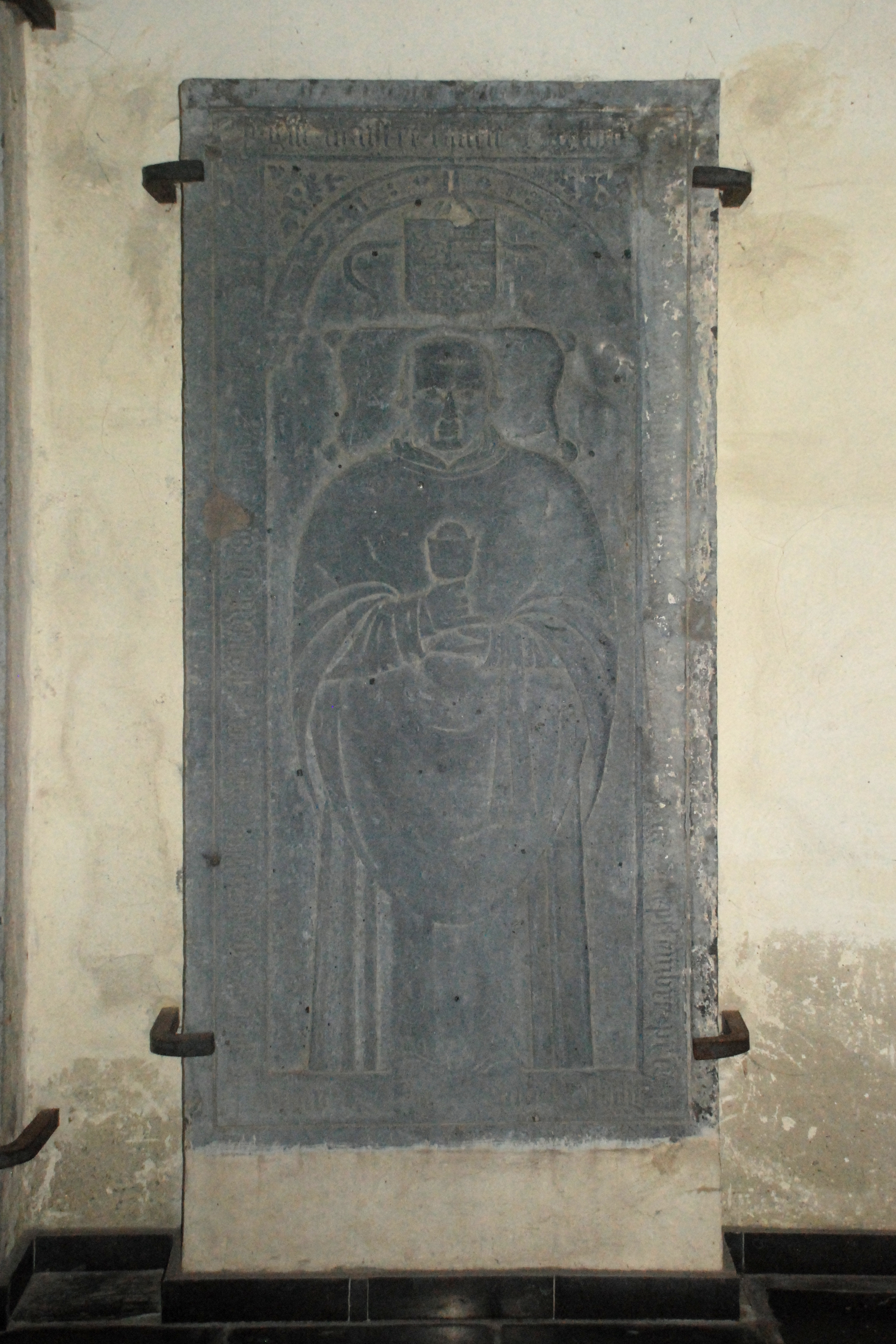

### Banc en chêne
Le fond de la nef est orné d'un banc en chêne, probablement le banc de communion déplacé depuis le chœur lors de l'ajout d'un autel orienté vers les fidèles dans l'esprit du Concile Vatican II). Chaque section de ce banc présente trois panneaux ajourés où sont figurés divers motifs sculptés comme des feuilles de vigne, des grappes de raisin et des épis de blé.

Banc en chêne
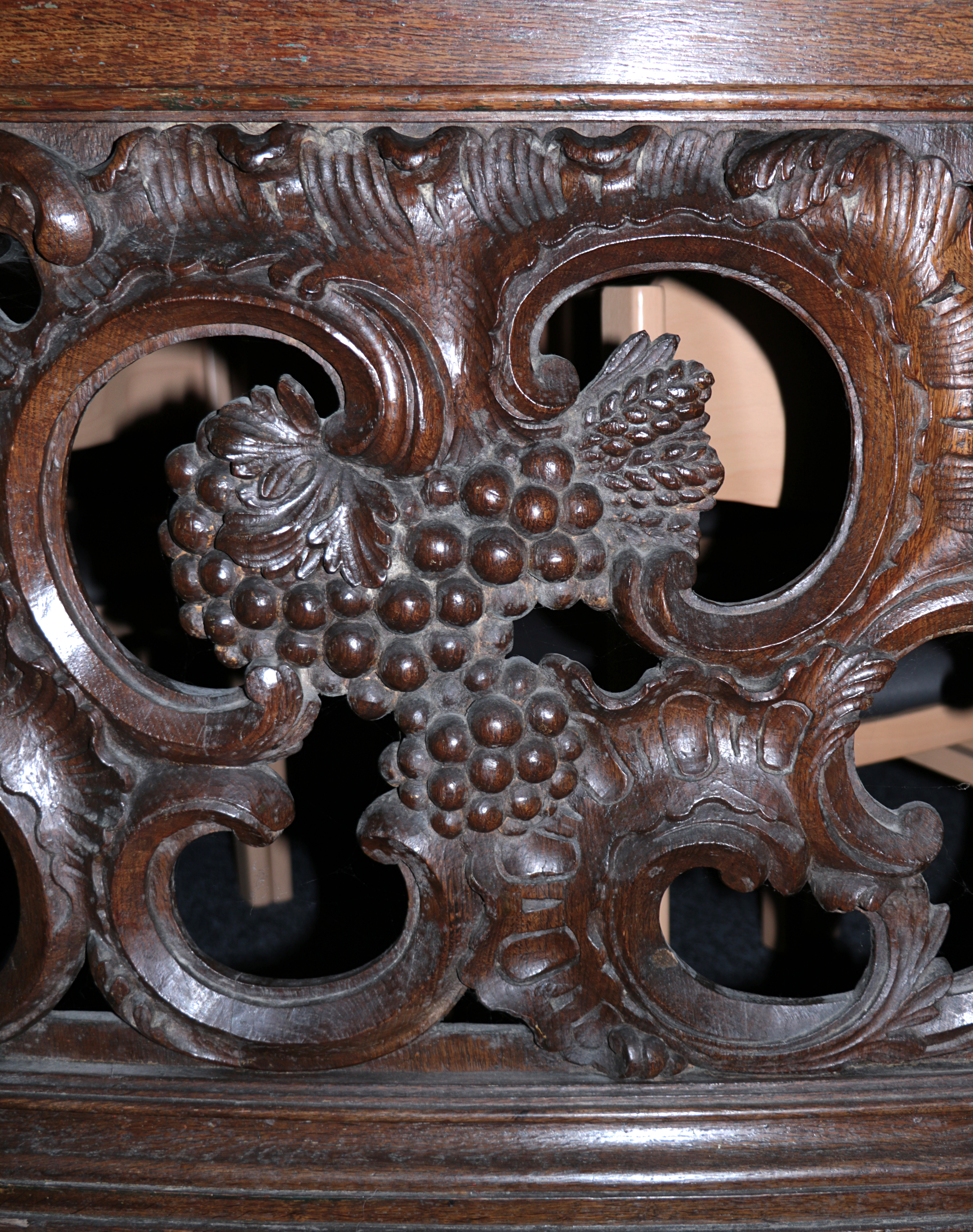
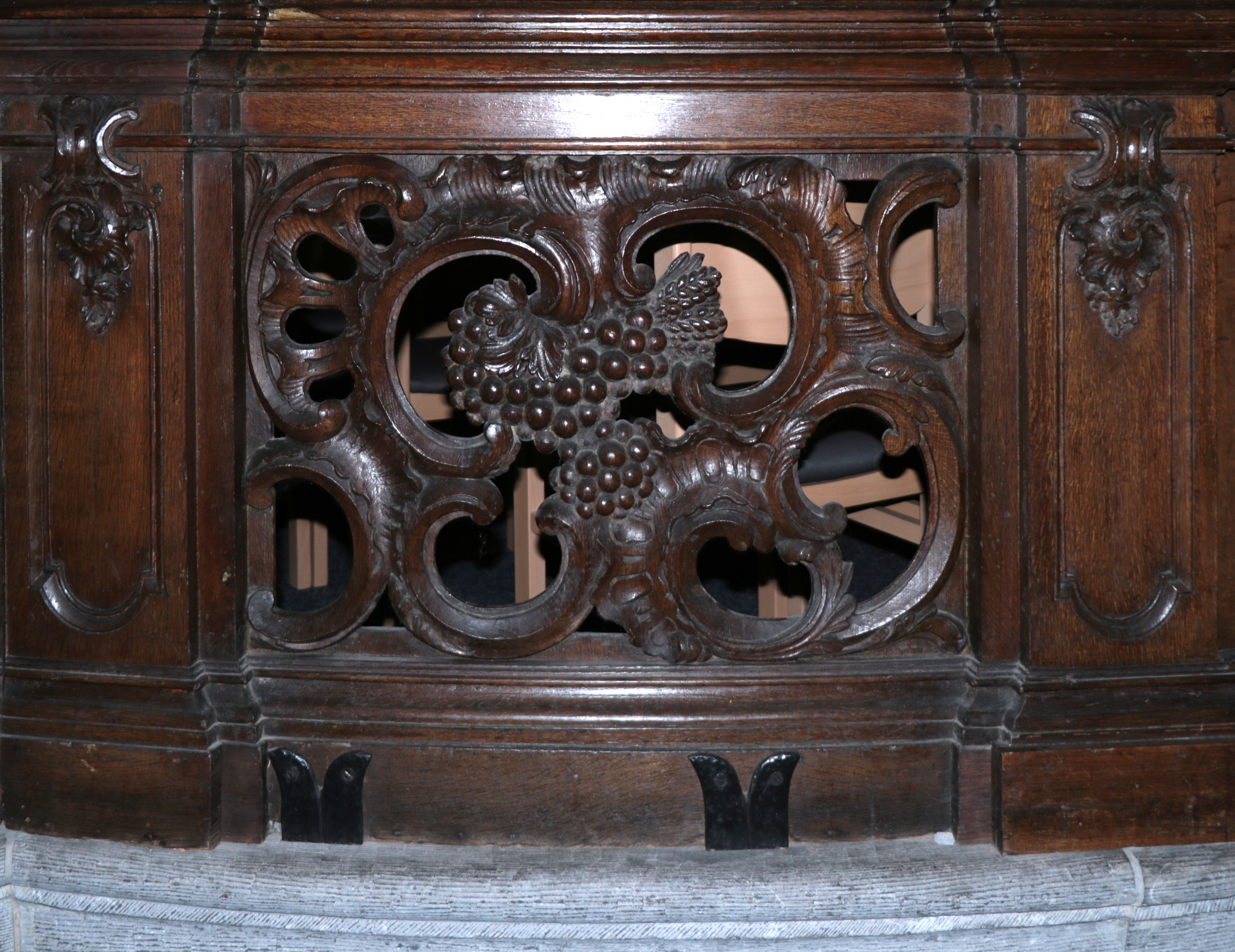
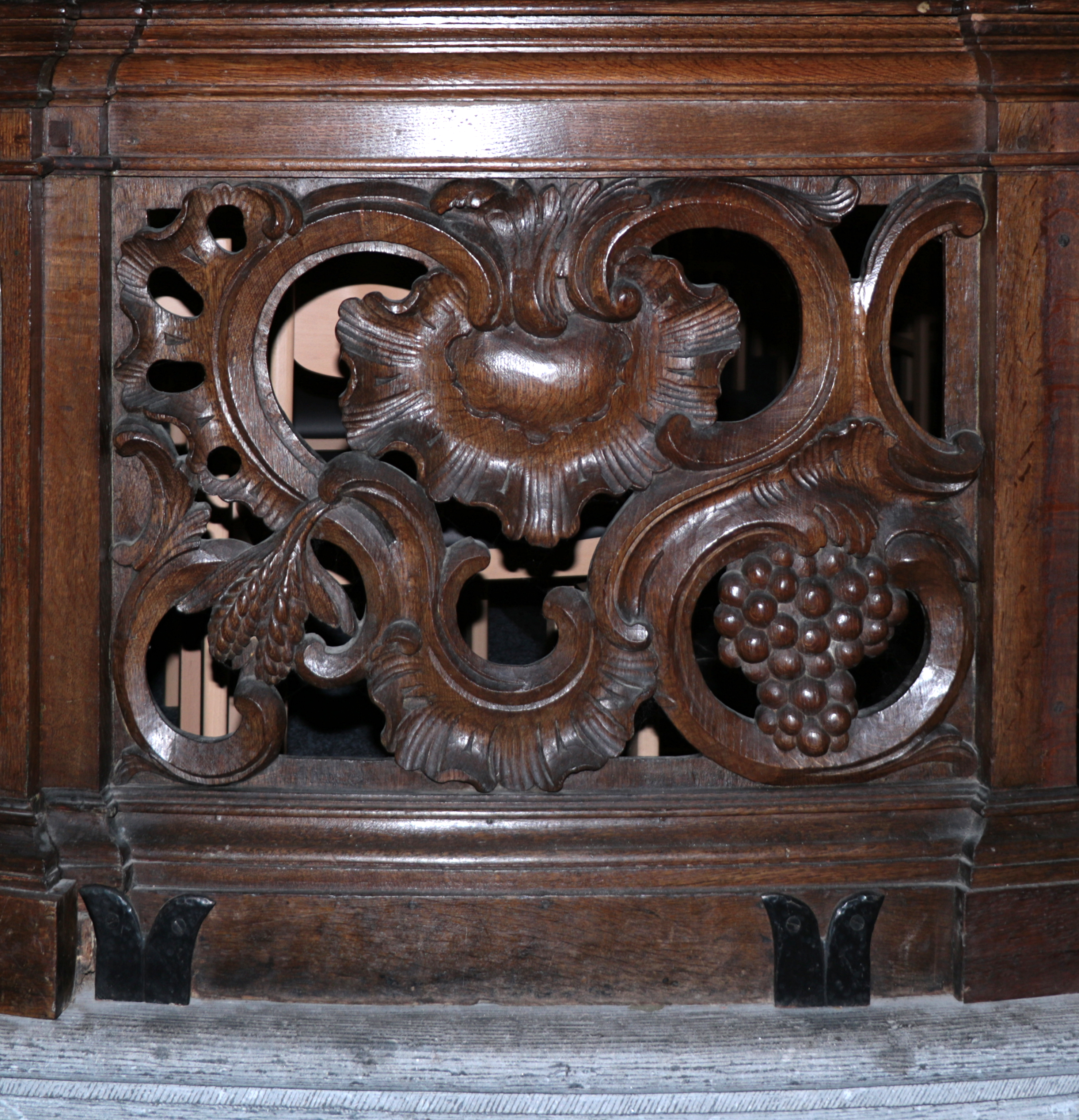
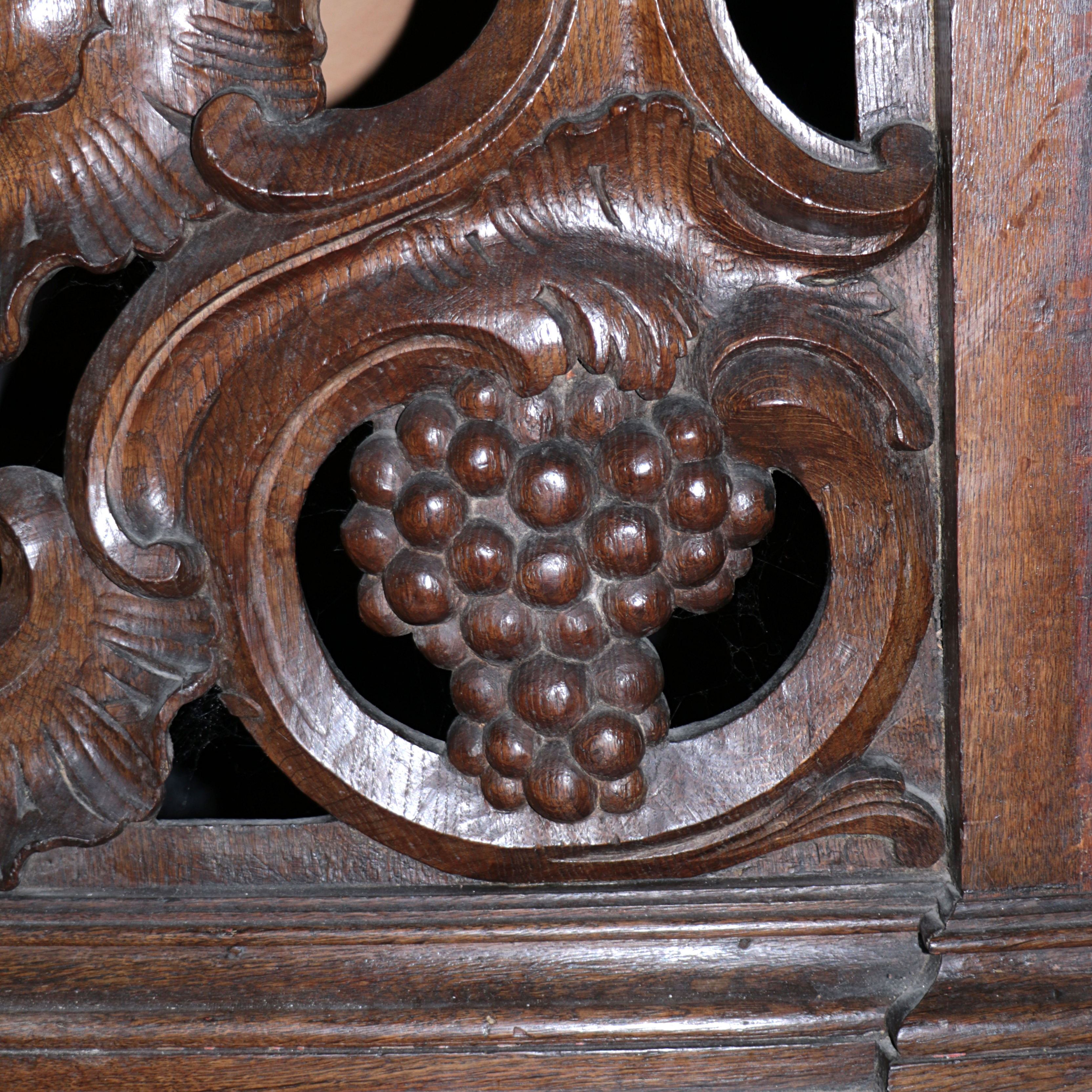

### Chaire de vérité
Sur le côté droit de la nef se dresse une chaire de vérité en chêne. La chaire de forme polygonale, adossée à une colonne et à laquelle un escalier tournant donne accès, est surmontée d'un abat-voix orné de la représentation du Saint-Esprit entouré de rayons de lumière, et cantonné de lambrequins. Sa cuve est ornée d'un panneau sculpté représentant saint-Jean Baptiste et de têtes d'angelots ailés.

Chaire de vérité
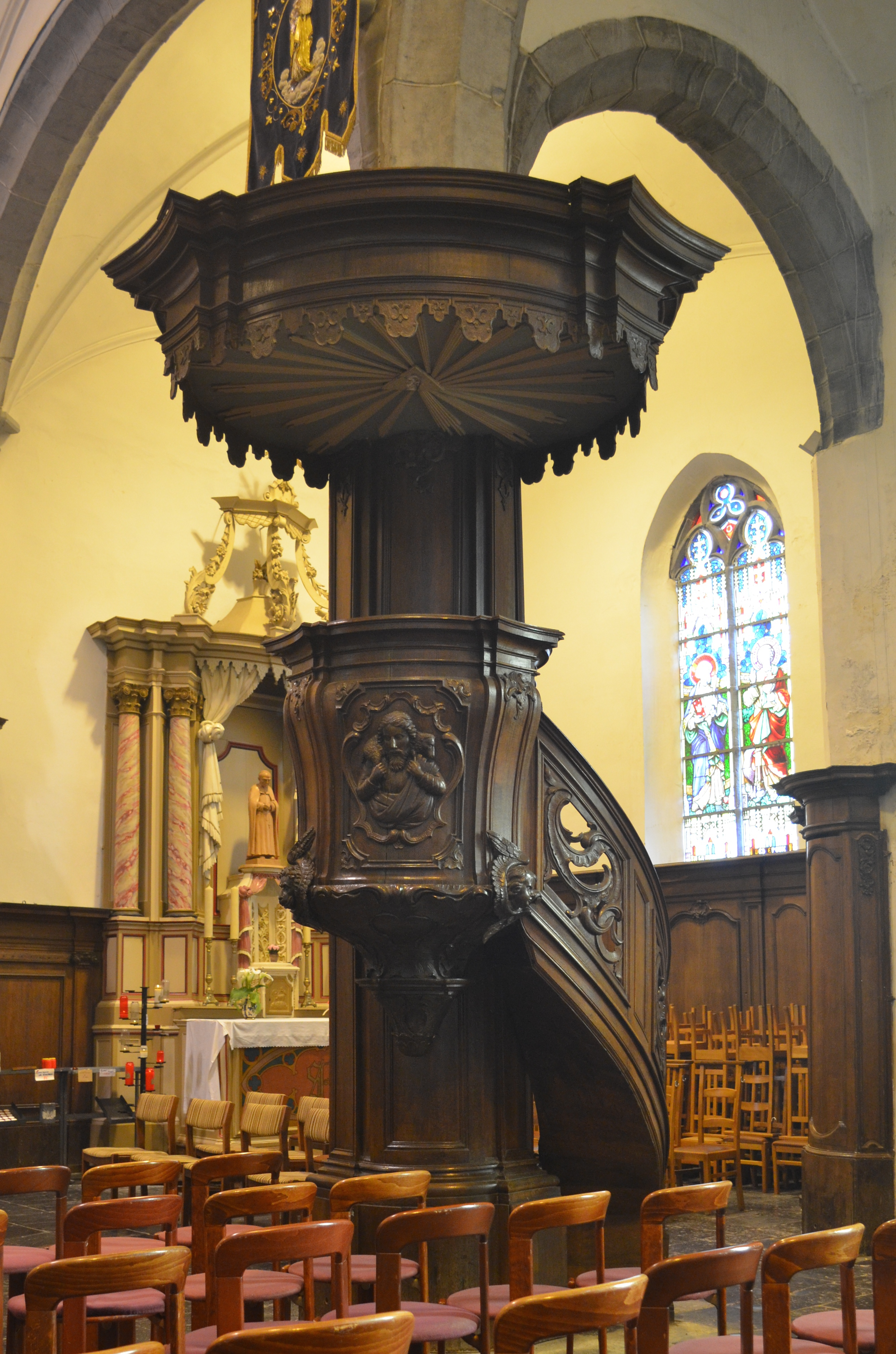
La chaire.
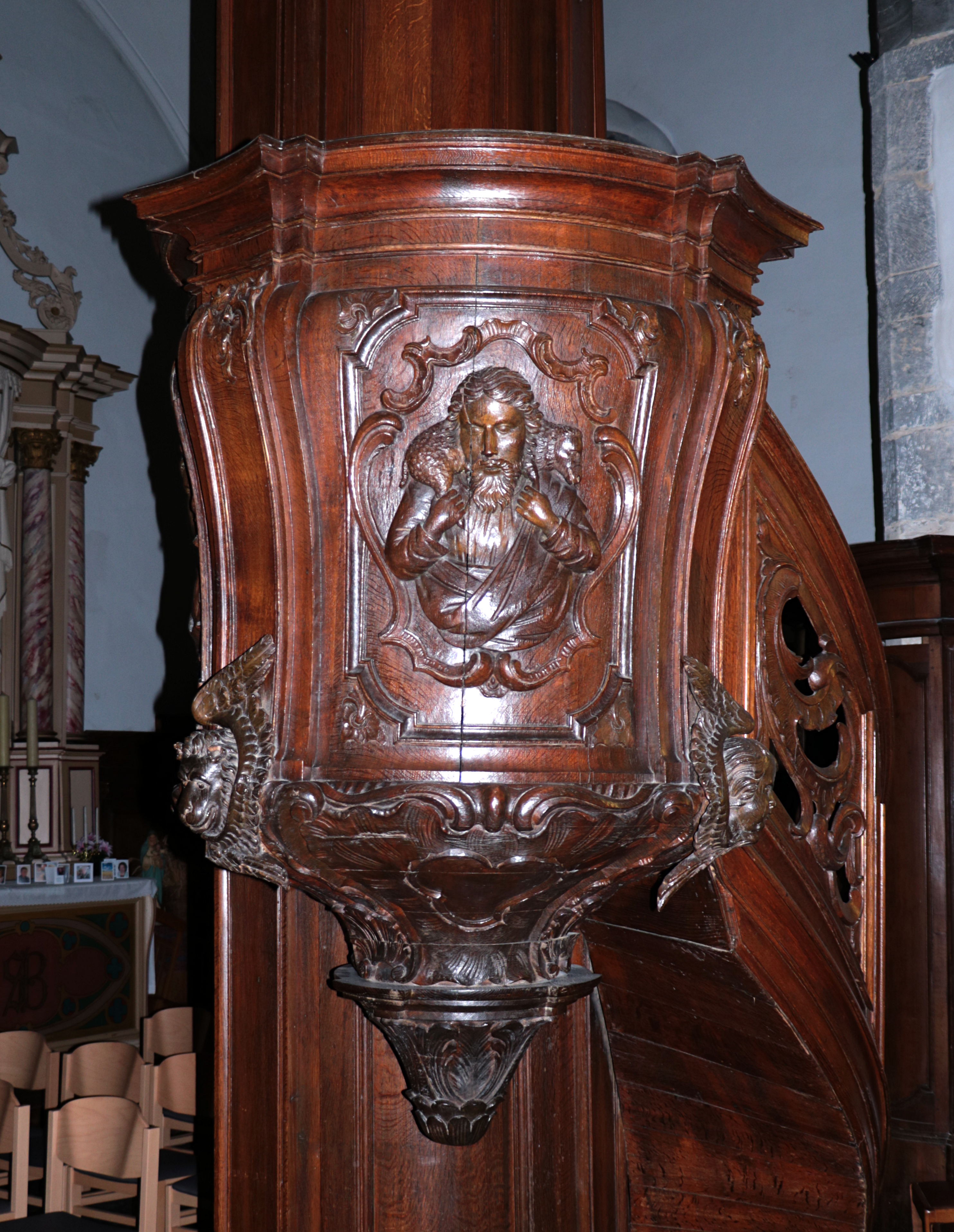
La cuve.
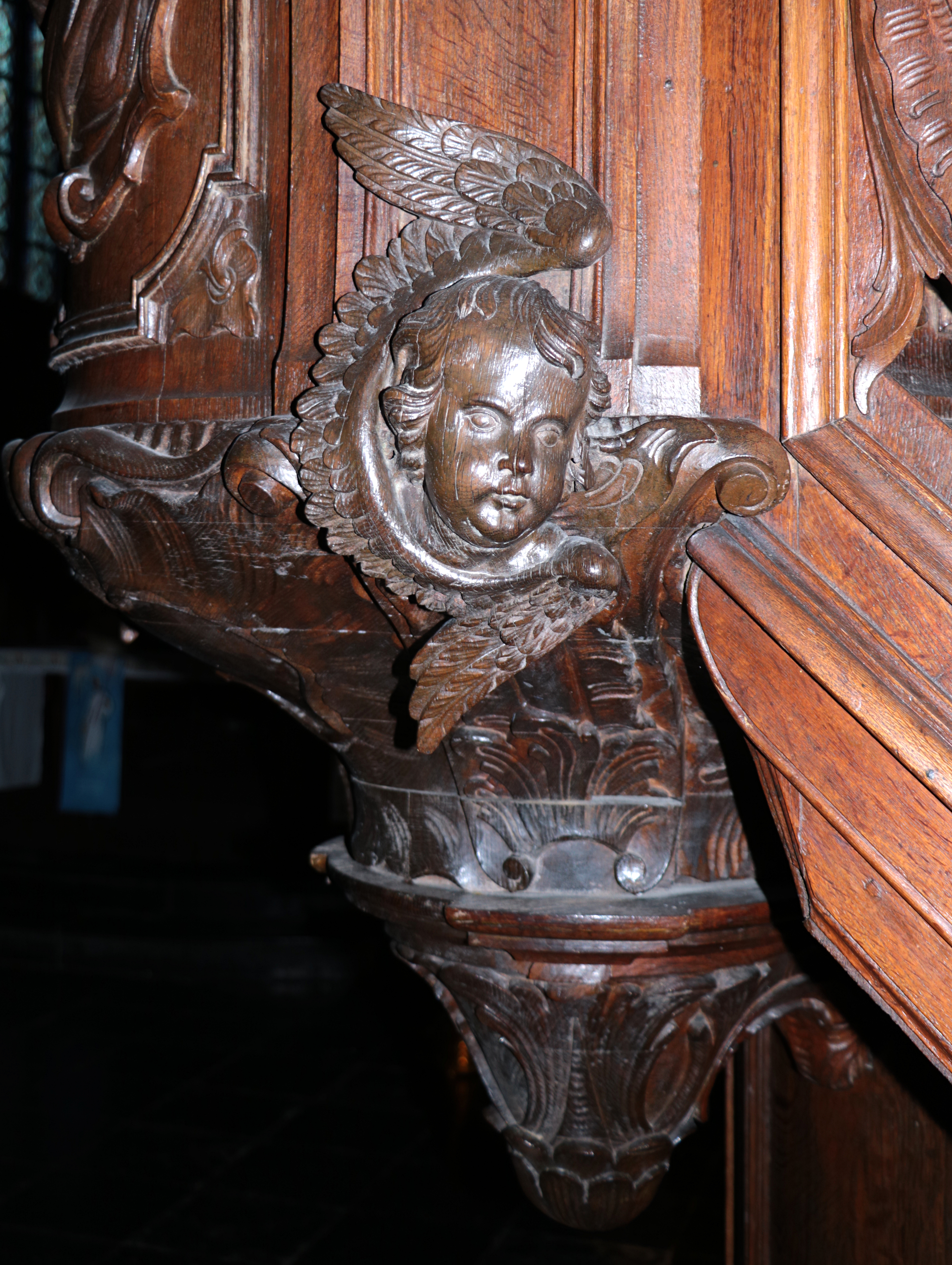
Tête d'angelot.
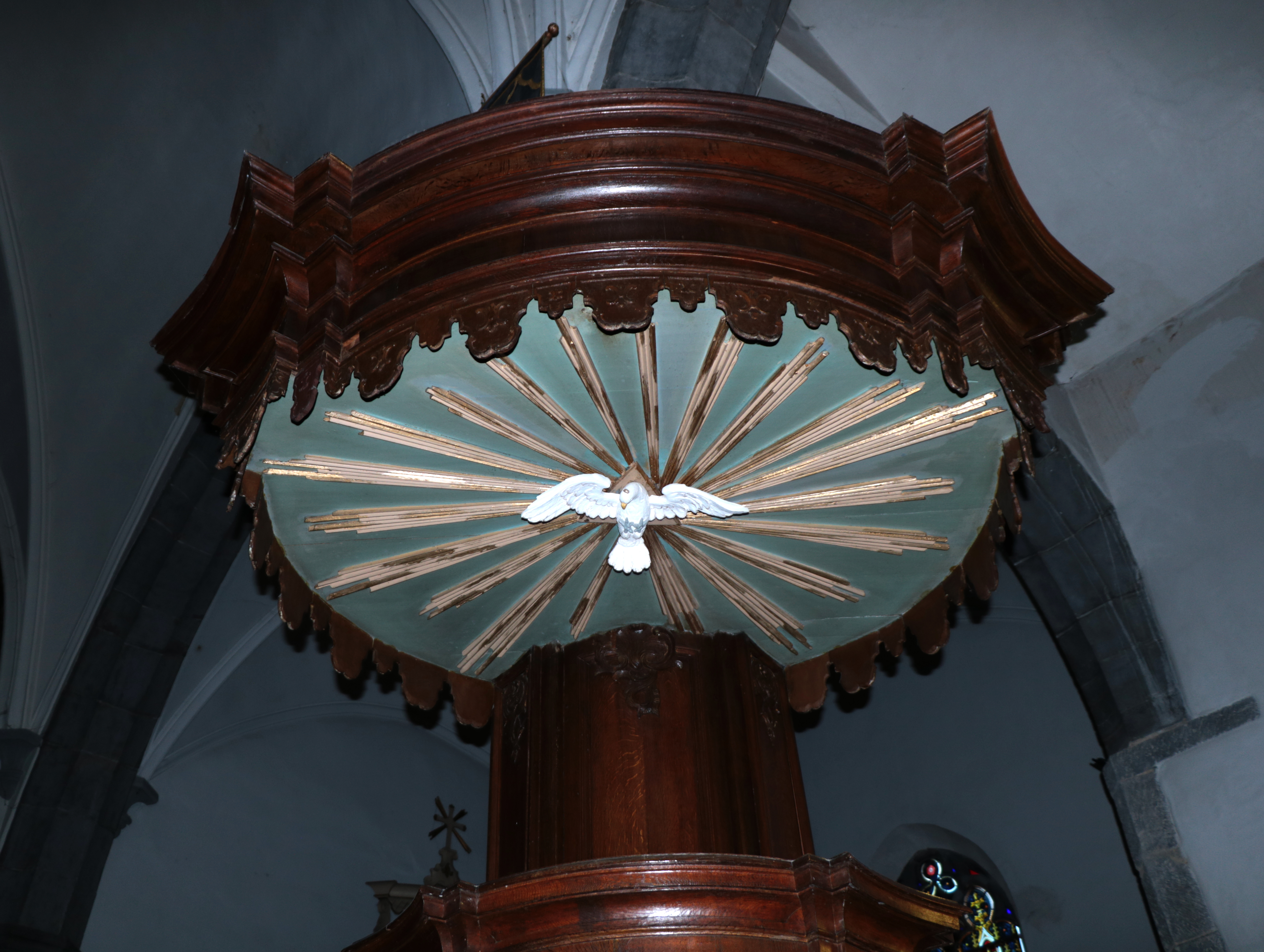
L'abat-voix.
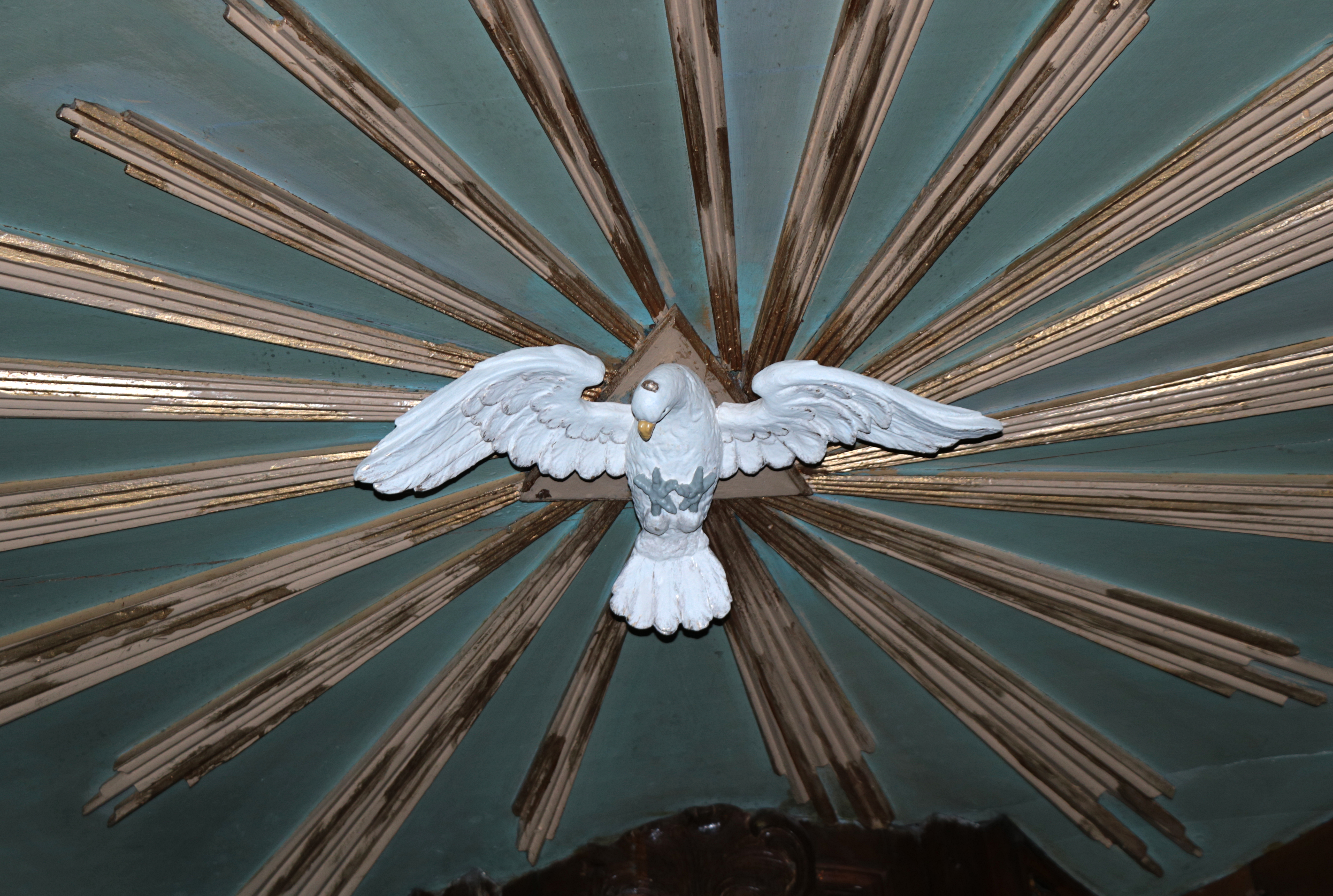
Le Saint-Esprit qui orne l'abat-voix.

### Fonts baptismaux
Le fond du collatéral gauche abrite des fonts baptismaux dont la base en pierre date du XVe siècle. La cuve octogonale est ornée de deux bandeux de métal dont l'un est percé de trilobes.

Fonts baptismaux
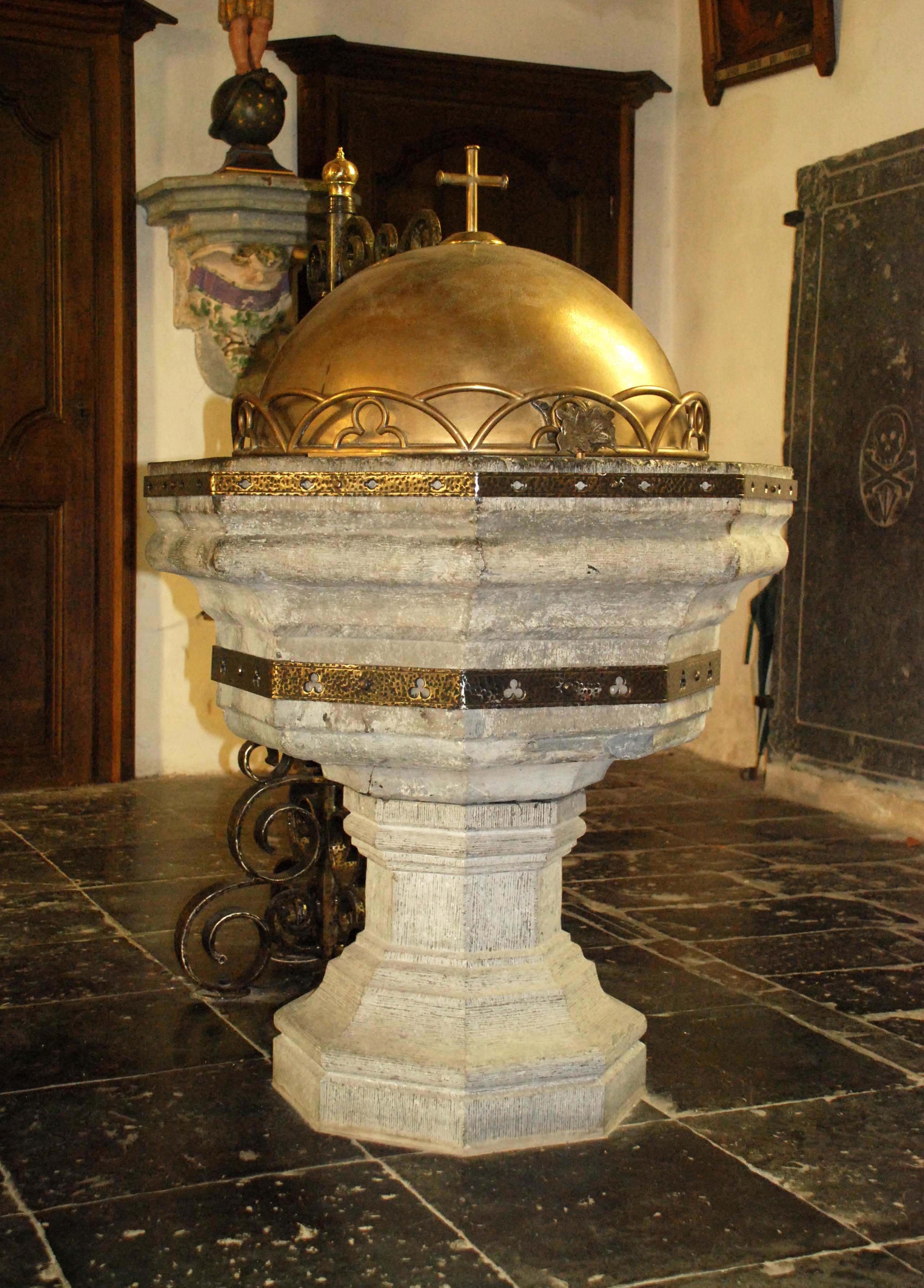
Fonts baptismaux.
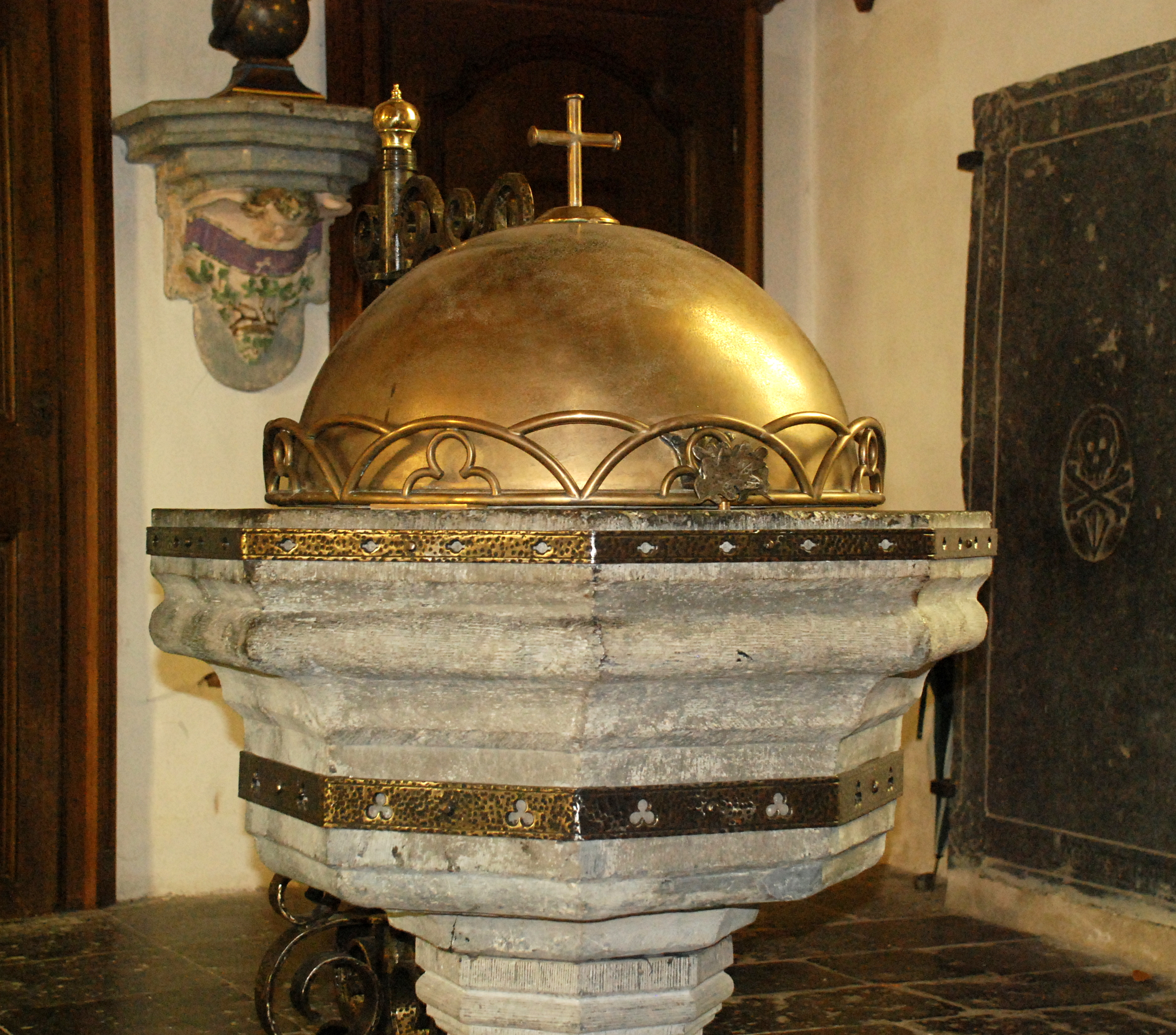
Cuve baptismale.
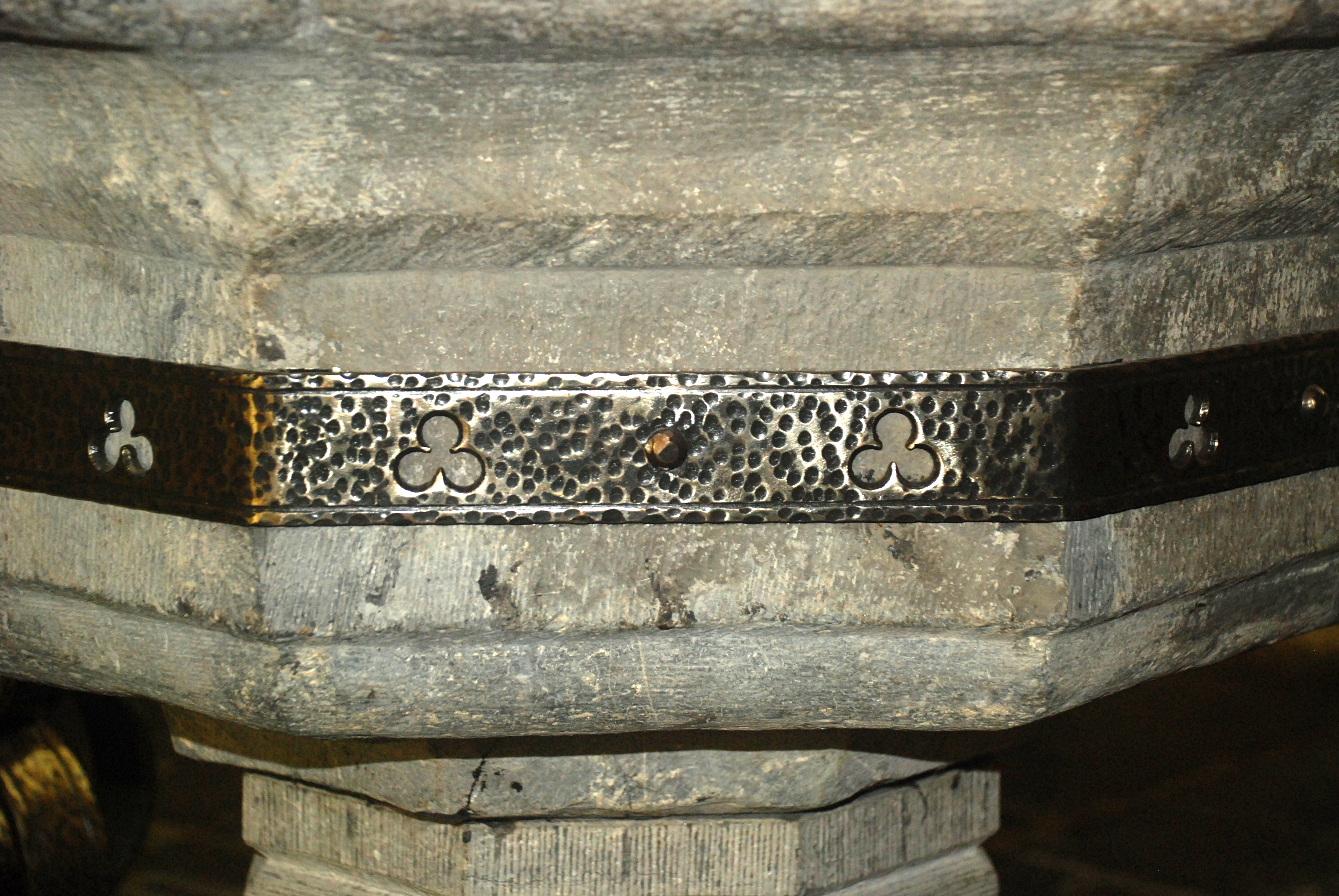
Trilobes de la cuve baptismale.

### Statuaire et grotte de Lourdes
Les lambris en chêne du chœur sont ornés de figures d'anges qui s'en détachent. Ces lambris se prolongent sur les ces colonnes qui encadrent l'entrée du chœur, et qui portent une statue en bois polychrome de sainte Barbe, à gauche, et de saint Éloi, à droite.
Dans le collatéral gauche se dresse une statue en bois polychrome de saint Ghislain.
Le fond du collatéral droit abrite une réplique de la grotte de Lourdes consistant en un modèle réduit de l'original, composé d'une imitation de paroi rocheuse intégrant une statue de la Vierge logée dans une niche placée en hauteur.

Statuaire et grotte de Lourdes
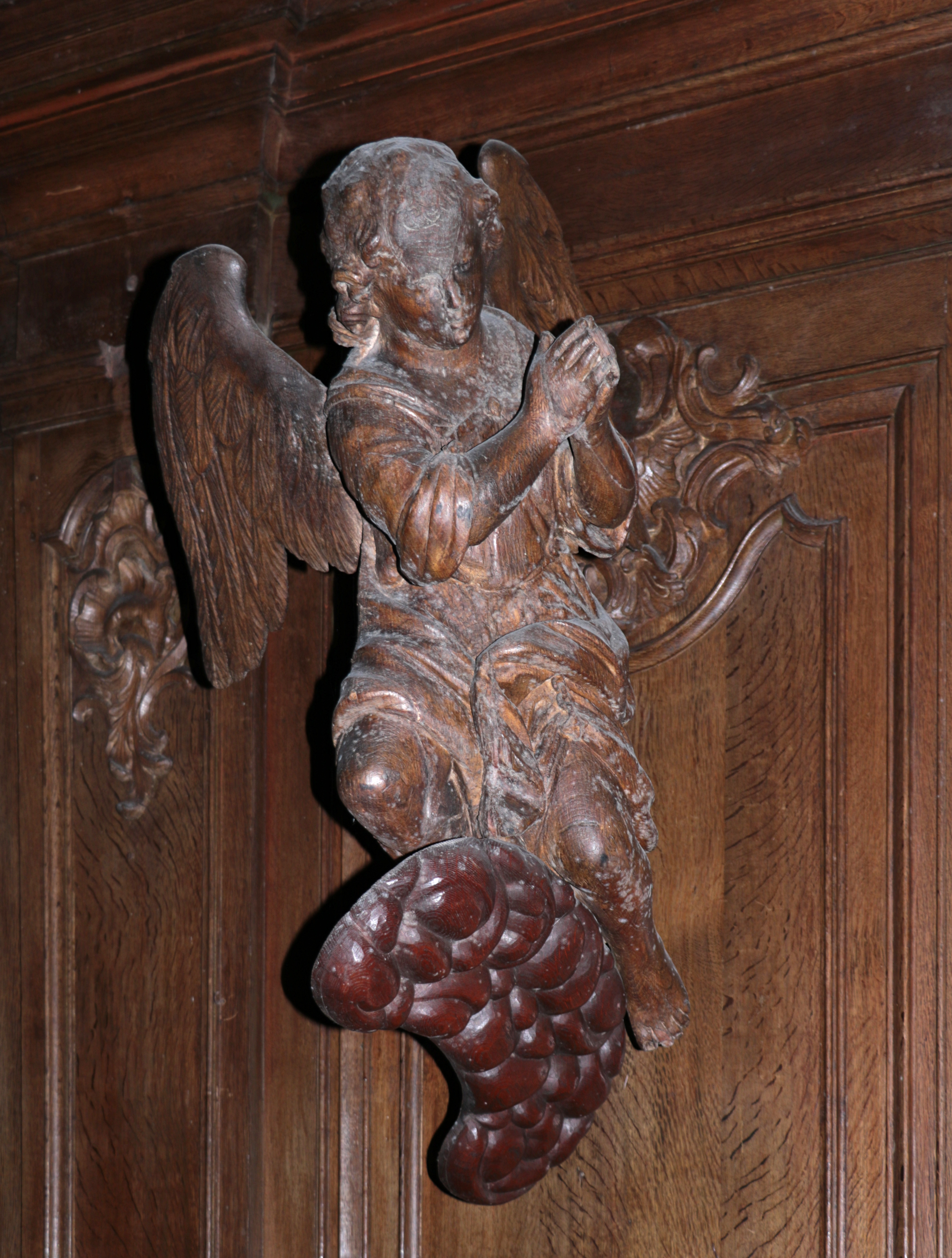
Ange du chœur.
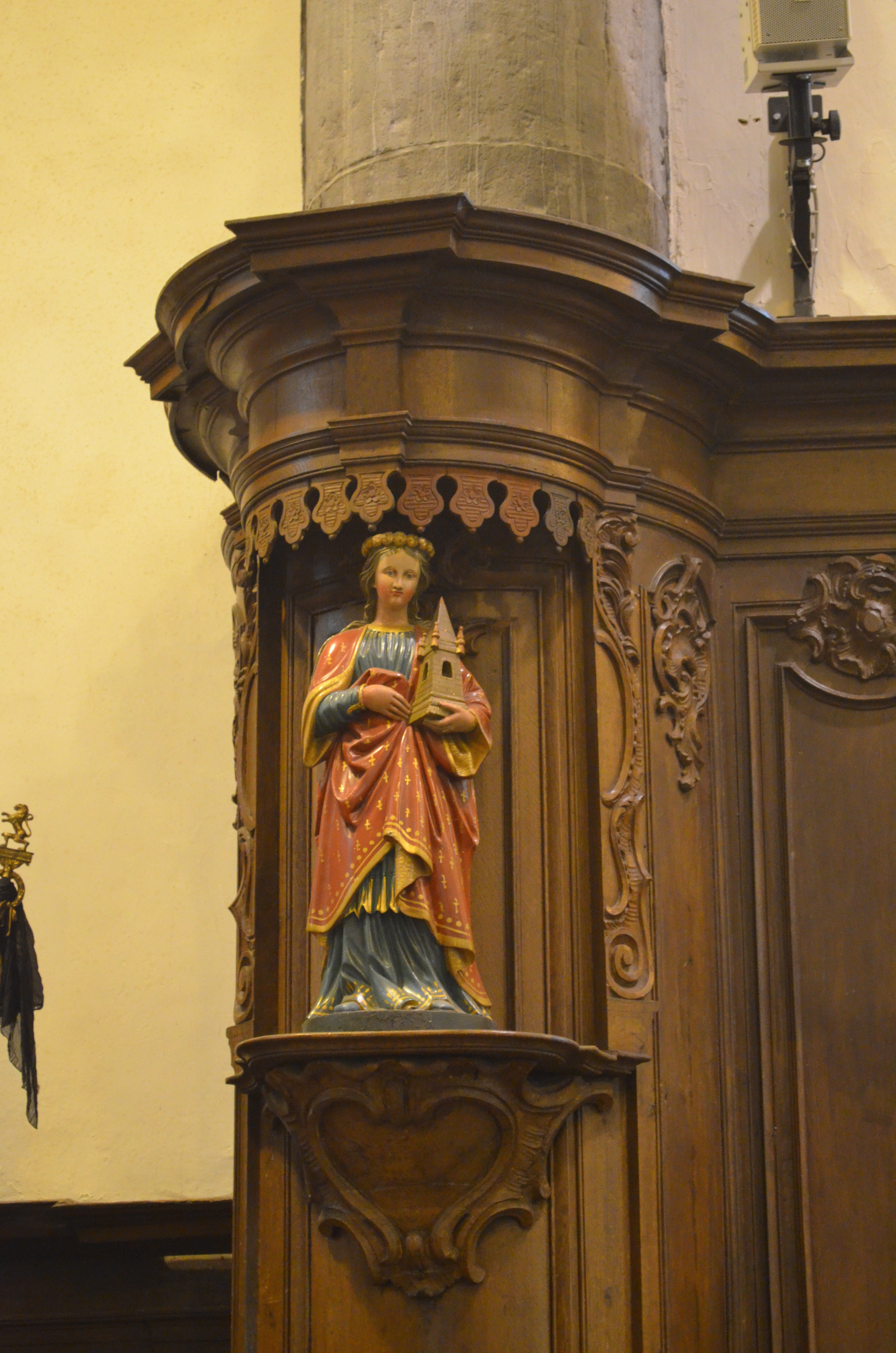
Sainte Barbe.
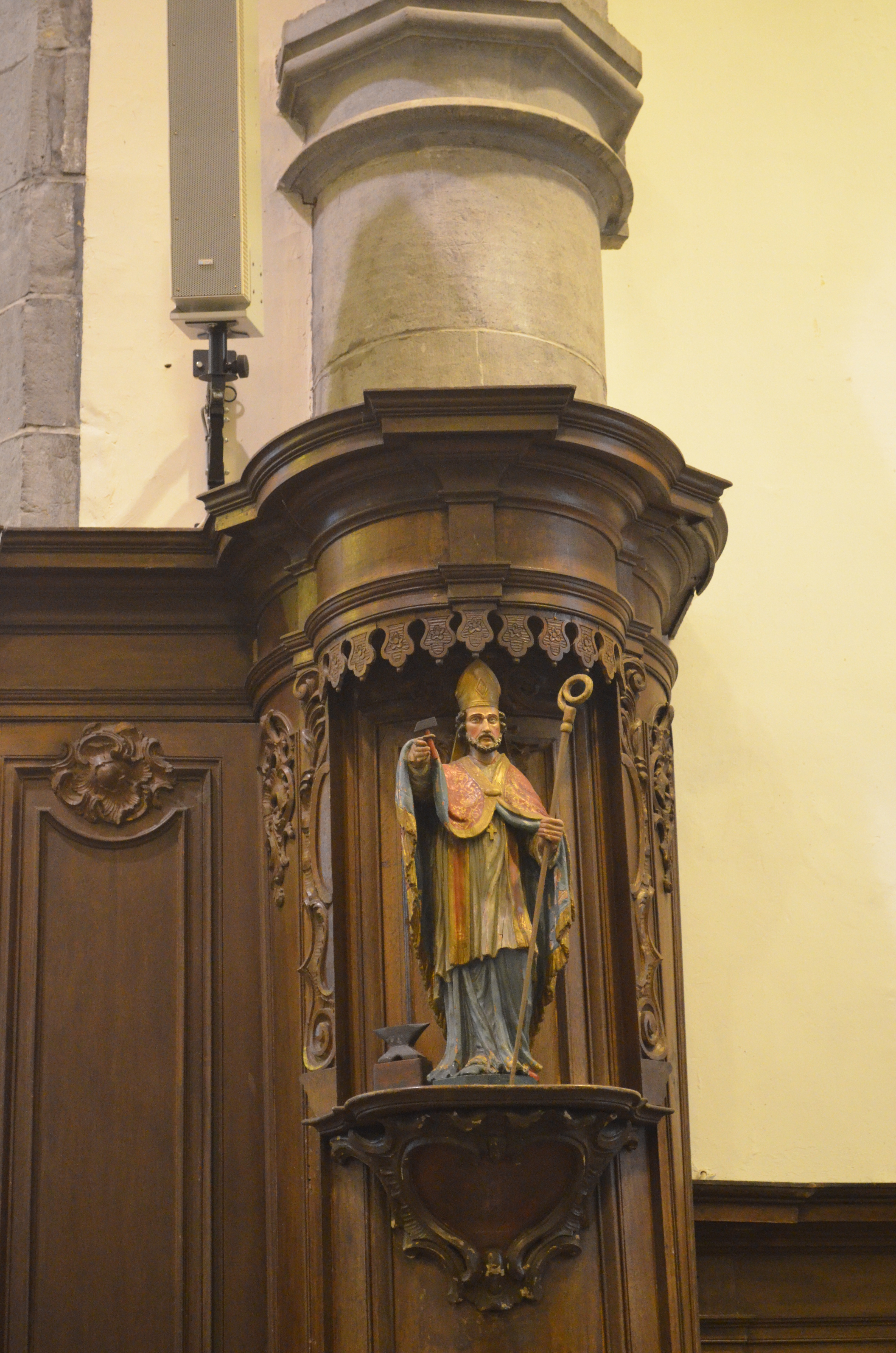
Saint Éloi.
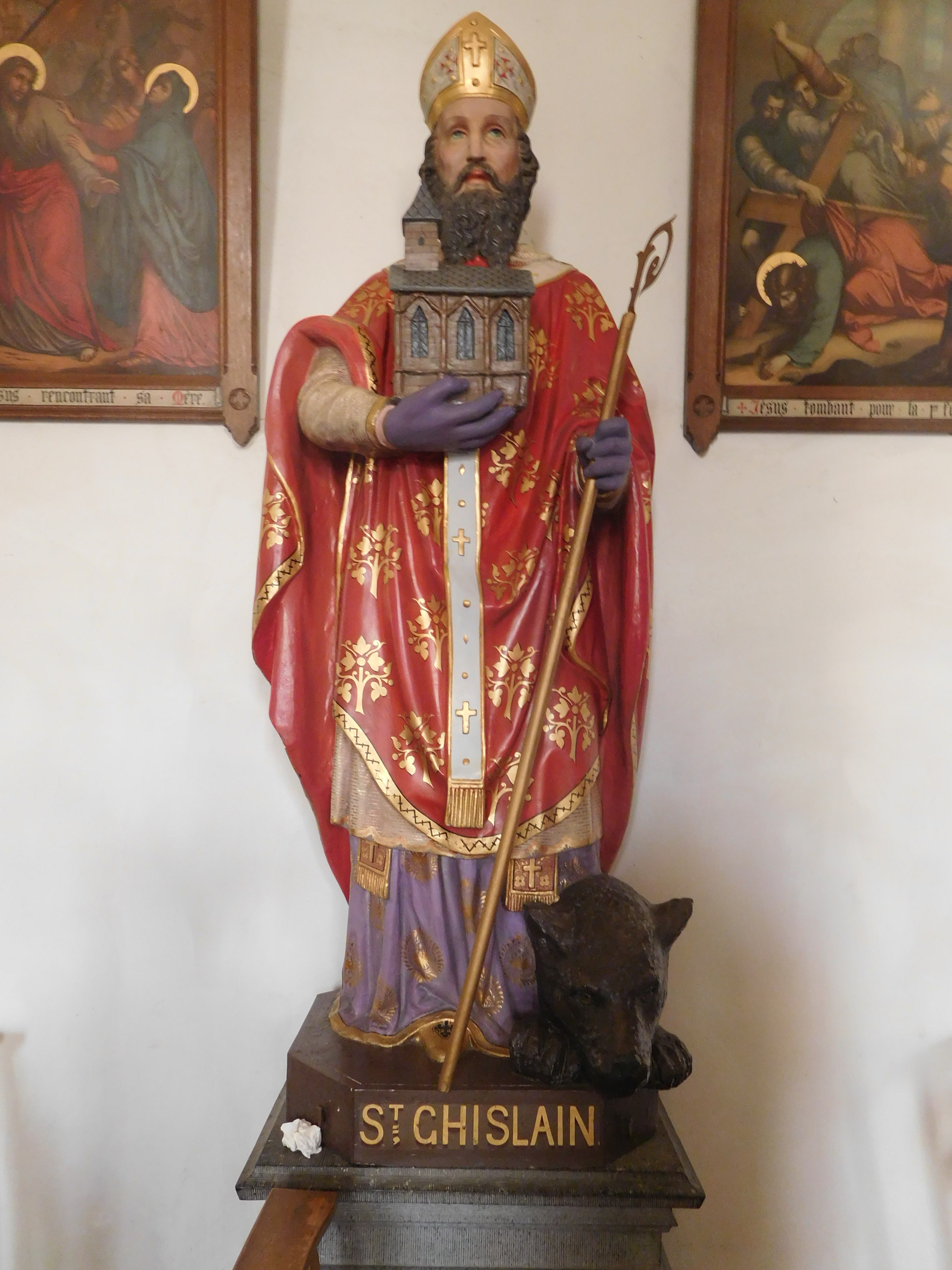
Saint Ghislain.
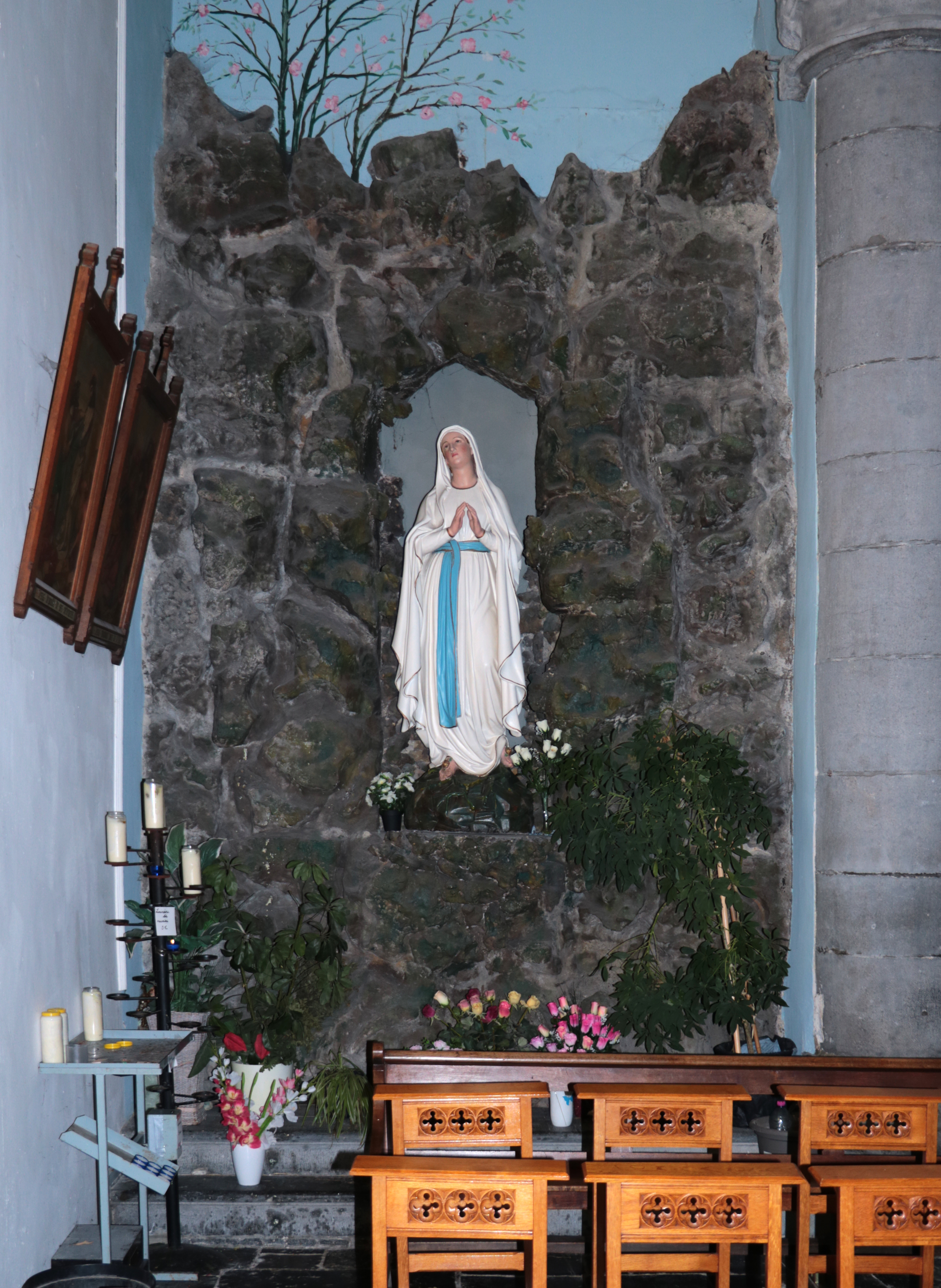
La grotte de Lourdes.